# ズーチェック運動

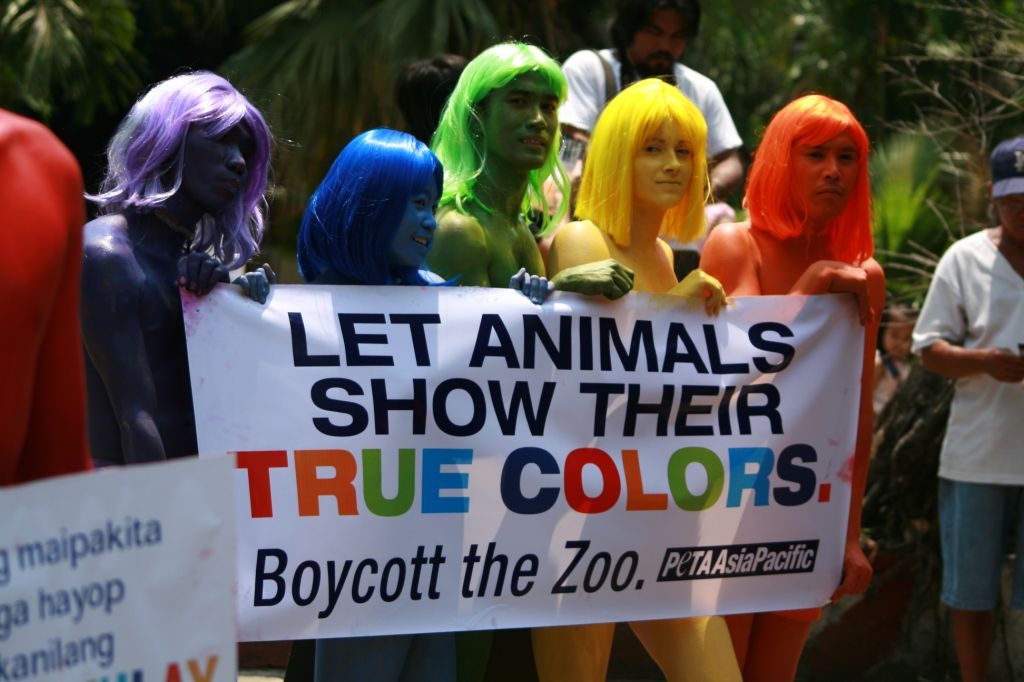
アンチ・ズー団体による動物園ボイコットのデモ行動 (PETA)

ズーチェック運動（ズーチェックうんどう、英: Zoo Check Campaign）とは、動物園を監視する“動物園調査”（Zoo Check , Zoo Investigation）を通して、「貧弱」「わびしい」などと形容される展示を行う動物園に対して抗議活動などをし、それによって、人間に“搾取”される動物の削減を行うことを目的としている市民活動のことである。

## 概説

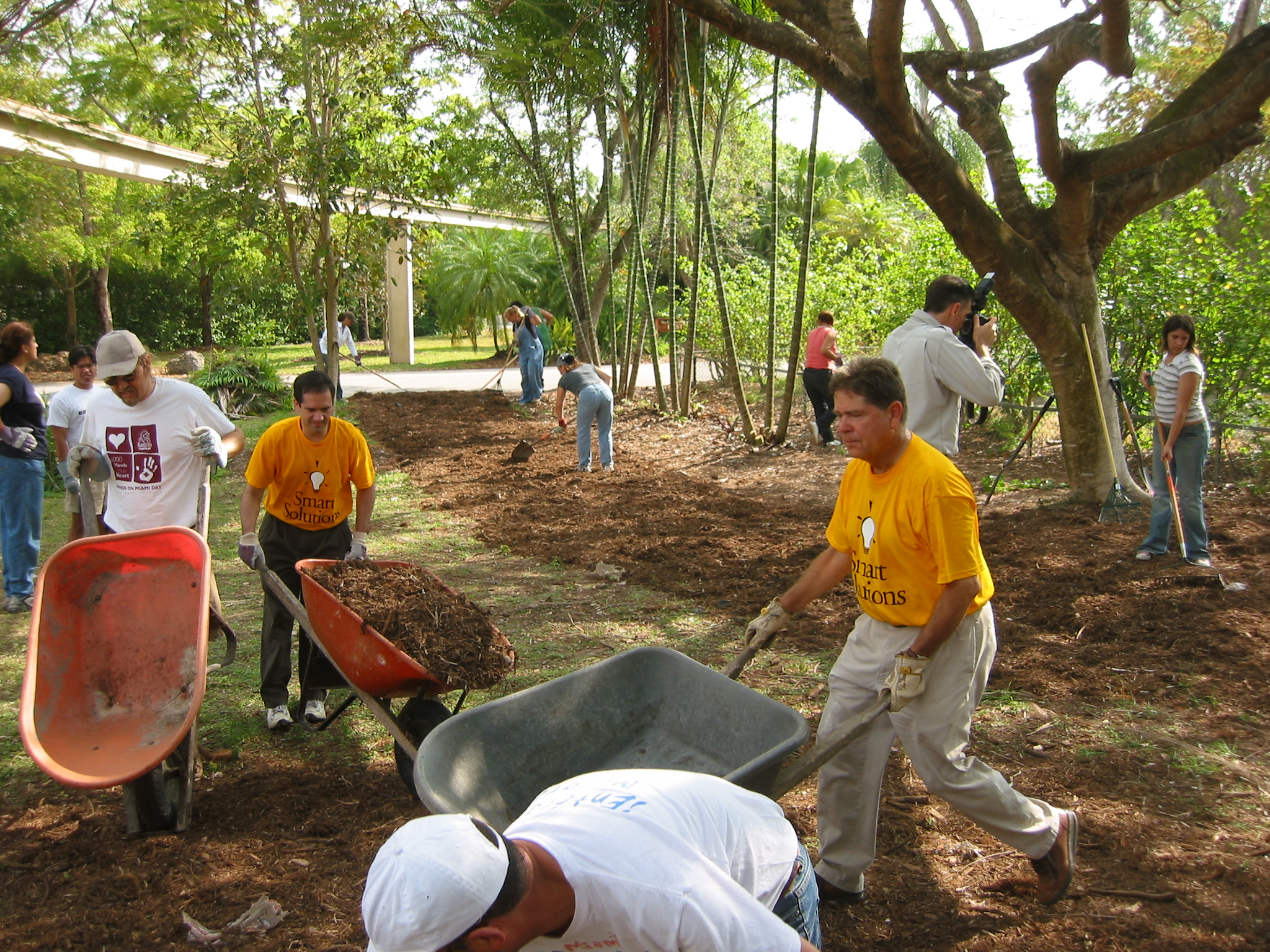
動物園ボランティアの作業風景（米）

動物権利運動に伴い、“動物園廃止運動”として1970年代の欧州からはじまり、80-90年代に広まった。この運動は、動物園の飼育動物の環境改善を目指す動物福祉の向上を狙う目的だけではなく、公衆から“わびしい展示”が見えなければいいとする大衆運動でもあり、動物園調査の結果、動物福祉が劣るとみなされた動物園は、閉鎖勧告を受けるなどの攻撃対象にされ、対象とされた動物園は閉鎖に至ったり、雇用が失われたり、動物の殺処分や自然減が行われる。
この市民活動や時代の変化に対応する形で、動物園の展示技術の向上や、飼育動物の環境エンリッチメント (environmental enrichment) の概念が1980年代の米国で成長し、動物園で様々な試みが行われ、そして善い変革を行うよう推奨する市民活動も「市民ZOOネットワーク」などにより行われる。

## 動物園調査とは

### 意味
動物園調査は狭義には、1980年代に英国人が始めたとされ、ズーチェック団体や教育機関などが用意する“独自の調査法”に基づき、動物園に飼養される動物に関して、市民が改善点を探す私的調査、外部調査を指す。狭義の動物園調査(ズーチェック)は、米国では1980年に、英国では1984年に、日本では1996年に、中国では2010年に、幾つかの動物園で行われた。
広義の動物園調査とは、ズーチェック団体の考えた狭義の調査法とは無関係に、従来通り、動物園への市民・消費者からの苦情や要望、あるいは専門家の意見まで、外部から様々な改善点を見つけることである。調査の目的は様々であるが、その時代に見合った「動物園の正常化」を目指すもので、学術権威が意見する場合もある。日本での広義の動物園調査は1905年の上野動物園のゾウ飼育にさかのぼることができる。
“動物園調査”を示す「ズーチェック」という呼称が造られる以前から、動物園には人びとの様々な考えが寄せられていたが、その「考えを見つけること」が動物園調査である。なお、公的機関が動物園を検査する場合は“査察”であり、施設の開設前に行われる査察は“審査”と呼ばれ、何れも一般市民の動物園調査とは異なり法定権限や指導力、専門性を持つ。また、動物園が自園を調査することは一般に内部調査でありズーチェック（動物園調査）とは呼ばない。。

### 市民参加と公表
狭義の動物園調査（ズーチェック）は専門家だけではなく広く大衆が行えるように、動物の典型的なストレス行動の例や、わびしい展示の例、動物園の抱える課題などを書籍やインターネットなどで予め啓発する。広く大衆に啓発するのは、市民（消費者）の意識向上の狙いがある。また、ズーチェック団体自身も動物園調査を行い、結果を公表し抗議活動を行う場合もある。例えば、東京の動物権利団体による動物園調査の結果、神奈川県小田原市の小田原動物園が狭いことが判り、その団体の抗議活動などが行われ、2012年現在、閉園する方向となっている。

### チェックリストの内容
著名なズーチェック団体が掲げるチェックリストでは、動物の把握、飼養場の把握、環境の把握、給餌と給水の把握、安全策などに分類される調査内容を最低限含むこととされている。このチェックリストはチェックする者の素養で結果が大きく異なる。詳しくは「ズーチェック運動の問題点」を参照。このチェックリストは、短時間の観察や、飼育の記録を閲覧又はアンケートで調査できる単純な内容であり、欧州の別の動物権利団体Animal Equality は、特に調査の必要があるとみなした動物園に数か月の潜伏調査を行い、動物園調査の信頼性を増している。

### 動物園調査の結果
日本の幾つかの動物園の調査資料、日本各地のホッキョクグマ飼育を調査した資料、日本のクマ類の飼育環境の考察などが存在するが、動物園は年々変化しているため、最新の調査結果と考察が必要となる。

### 動物の不適応行動
病的な行動とそうではないものがある。

アジアゾウのロッキング行動

- 常同行動（常動行動。意味もなくおなじ行為を繰り返す。“貧乏揺すり”程度から病的な程度まである。）[21][22]
- 自傷行為[21]
- 口や鼻の穴をいじって暇つぶし[23]
- 不可解な吐き戻し[21]
- 頭をかきむしるなど過剰なグルーミング（毛繕い）による脱毛[3][24][注釈 15]
- 意味もなく柵を舐め続ける[4]
- 不必要に糞、尿を食す[4]
- 繁殖障害（交尾法がわからない[21][25]、育児法を知らない[25]、育児放棄[21]）
- 発育障害（脳が正常に発育しない、正常な体重増加が見られない）[26]
- 指吸い及び類似行動[27][注釈 16]
- 社会的問題（不必要に喧嘩が多い、異常に相手を攻撃する）
- 群れ不適応[注釈 17][21][28][29][30][24]

上記の幾つかの病的症状を“Zoochosis”（ズーコシス：動物園精神疾患、"Animal psychopathology"（動物精神疾患）」と同じ）と呼ぶ人もいる。

## 動物園調査の比較

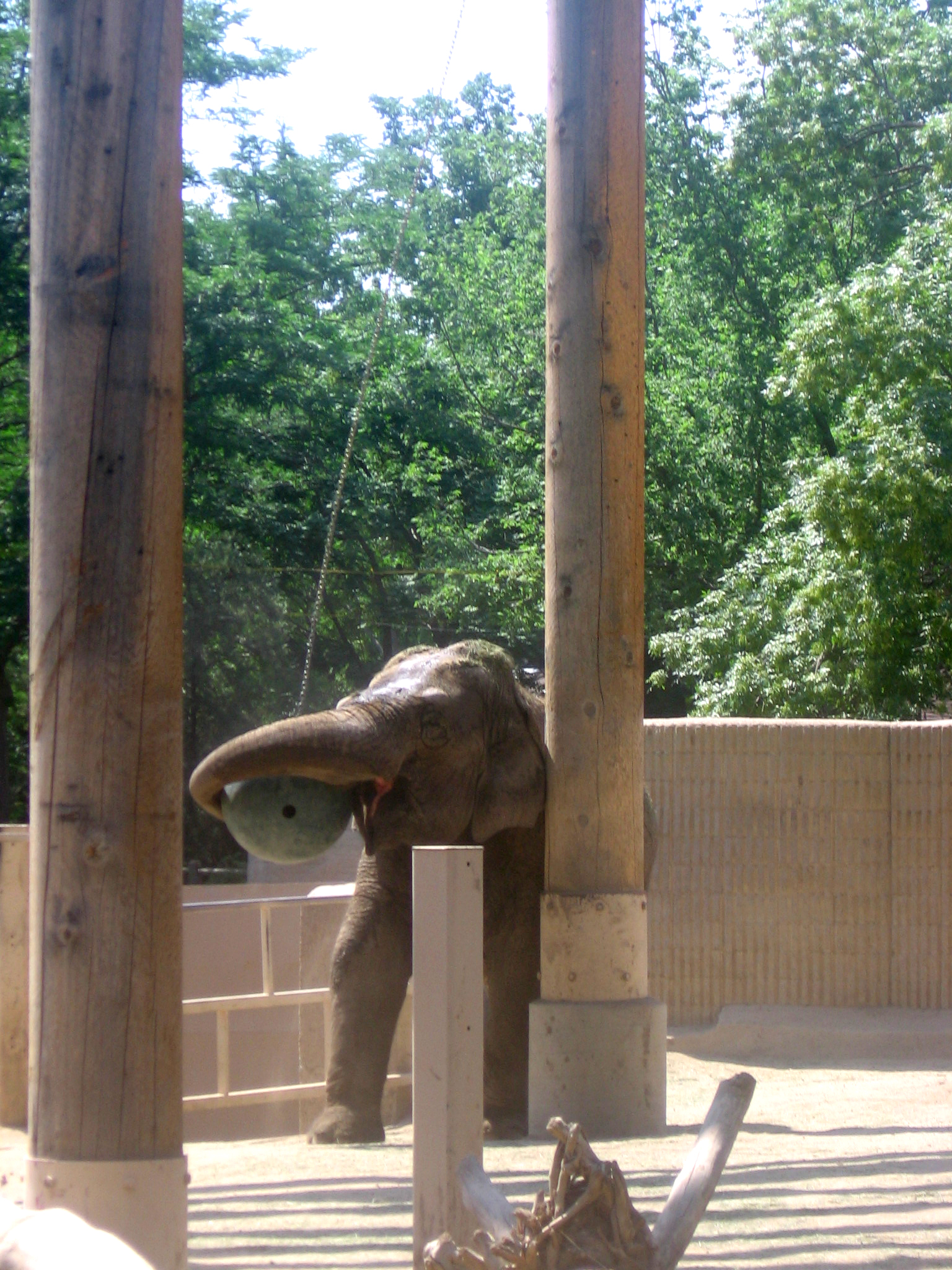
アジアゾウのボール遊び

従来の「動物福祉」と、「動物の権利」（動物権）による動物園調査は異なる性質をもつ。

### 本来の意図
動物園調査の本来の意図は、動物保護（動物愛護、博愛）の精神から、虐待・虐殺を防ぐことである。動物保護とはイギリスの "Animal Abuse Prevention"（動物虐待防止）の考えが原点であり、動物の虐待・虐殺をやめさせることが目的である。この価値観からの動物園調査（ズーチェック）は昔からあり、19世紀に設立された英国動物虐待防止協会（当時は「王立動物虐待防止協会」）などがそれで、動物虐待防止の法律を整備したり、「動物虐待防止の観点から〜という行為をやめさせる活動」が主体である。例えば過去には、動物を過度に鞭打つ行為や、乱暴な殺し方、餓死など動物への無慈悲な取り扱いを防止し、逆に20世紀末ごろからは、餌の過剰による肥満などの不適切な飼育をやめさせることである。その後、この考えは動物福祉（アニマルウェルフェア）という形で広まっていく。日本では第二次大戦後すぐの1946年に「日本動物福祉協会」の前身が活動をはじめ、1949年には「日本動物愛護協会」も設立された。

### 動物権の台頭

#### 動物権による動物園調査
だが、1970年代から台頭した「動物権」（動物の権利、アニマルライト）によれば、人間による動物への“搾取”（利用）は“悪”であるため、動物園はその存在自体が“動物の虐待施設”とみなされ、動物権利活動家の非難や抗議の対象となり、動物園が閉鎖に追い込まれる場合もでた。又、西洋で発生した動物権は、動物の殺処分は適切な方法で行えば“許容される”ため、「人工哺育は不自然」という理由で殺される場合や、閉鎖した動物園が大量の動物を殺処分する場合がある。動物権利団体は動物園の閉鎖を目的として存在するため、この観点からの動物園調査（ズーチェック）は、本来の意味の“動物福祉”から言えば、適切になされているとは言い難い。その団体の主張が“動物福祉”なのか、“動物権利”なのかを見分ける方法は「動物園の否定」以外に、「食肉の否定（菜食の推奨）」、「毛皮の否定」、「サーカスの否定」、「動物権利宣言の啓蒙」などにより判断される。市民はどの立場から動物園調査（ズーチェック）が呼びかけられているのか、吟味する必要がある。一方、21世紀のRSPCAは動物の権利を意識した動物園調査を行う。

## ズーチェック運動とは

### 動物権とは
太古より人類は動物を利用してきたが、哲学では古来から動物の取り扱いについて、「動物には知性が無い」、「動物は痛みを感じる」の概ね2つの考察で論じられ、そして20世紀後半には、動物は痛みを感じるので適切に取り扱う方向に考えられるようになった。これを受けて1970年代から台頭した動物権利論により、人権宣言を模した「動物権利宣言」が活動家により作成された。その前提条件に「人間が動物を“搾取”している」という“階級闘争”に似た価値観を置いたそして、人間が動物を“搾取”（利用）している場所は、狩猟場、畜産場、動物実験、毛皮、食肉業、ペット、サーカスなどとともに、動物園も掲げられた。現代のズーチェック運動はこれを発端にするため、動物園の存在自体を問題視している。

### 動物園の是非
「ズーチェック運動」という一部の市民による活動は、そもそも“動物園が人類に必要か否かの議論”に始まる。動物の権利によれば、「人類が動物を“搾取”する」のは“悪”であるとみなされるため、一方、動物権利団体代表の野上ふさ子(ポン・フチ)(1949-2012)によれば、「植民地主義の否定」という発想から動物園は植民地主義のなごりで不要であり、かつ、動物園は動物を檻(おり)に閉じ込め“搾取”(あるいは動物虐待)しているという“誤解”が含有される。この歴史解釈は背景にある共産主義陣営の崩壊とともに消失したが、後者の「檻に閉じ込めている」は、動物園を“刑務所”、動物を“犯罪者”に例えて擬人化した感情論ではあるものの、その後も広く用いられる表現である。これは、先進国を中心に20世紀後半の社会が豊かになり、人々はテレビを通じて野生動物を見られるようになったため、一部の人々の世界観・価値観が変化し、野生下の動物の生態を“最善”と考え、動物園での生態と比べるために生み出された共感(誤解)であるが、必ずしも野生下のほうが“最善”ではないと動物権利論では語られる。野生下よりも動物園のほうが動物が利益を得られる場合は、野生動物に利益を与えなければ人道に反する場合もある。

### 動物権によるズーチェック運動
動物権利運動には『動物園は動物を“搾取”（虐待）している』という“誤解”が根底にあるため、動物園の“監視”に「動物園調査（ズーチェック）」を用いるようになった。従来の動物福祉の向上の観点から展示動物に“できるだけより善く”暮らしてもらうという発想ではなく、“人間は動物を搾取している”、“動物園は不要”とする思想のため、動物園の都合、歴史や技量などとは無関係に、展示動物が異常行動をしないか、又は、世界でも高度な基準と照らし合わせを行い、一律に高いハードルで“監視”をする。例えば、秋田県の水族館のホッキョクグマ飼育舎はカナダのマニトバ州の基準で設置されたが、日本とカナダの動物権利団体などの抗議により、カナダに拒否された。また、静岡県の自然動物公園がスマトラゾウを借り受けようとしたのを同じく抗議した。動物権利団体は「動物園は不要」とする価値観の下、動物園調査で“あら捜し”を行ったり、また行うように市民に呼びかける。これがいわゆる「ズーチェック運動」とされるものである。この運動には「動物園は不要」とする価値観があるため、問題点が見出された施設は動物園調査の結果を公表されうるし、或いは営業妨害されうる。
ズーチェック運動とは、動物園調査（ズーチェック）という調査により動物園の飼養に問題があると見なした外部の個人や団体が、その動物園や関係する取締機関に問い合わせや苦情を行うことから始まる。著名なズーチェック団体は動物園調査の予告や結果の公表、或いは動物園への営業妨害や取締機関への抗議活動までをも「動物園調査（ズーチェック）」と称する場合もあるが、一般にそれらの行動は動物園調査には含めず“動物園への調査”だけがズーチェック（動物園調査）である。これは善意の個人・団体が善意で動物園調査を行い、善意で動物園へ改善点（要望）を連絡する（いわゆる慈善行為）とは区別する必要があるためである。
動物権利運動では、市民（人間）の権利獲得運動と同種と捉えているため、動物園への営業妨害（抗議活動）がしばしば行われる。例示すると、「利用しないことの呼びかけ（不買運動）」「メディアやインターネットで非難」「口コミで悪評の拡散」「内部情報のリークや内部告発を行わせる」「近所や出入口でデモ・集会を行う」「動物園協会から脱退させる」「国会・地方議会に質疑させる」「行政が指導するように促す」「動物の輸出入を妨害する」「免許・資格の取り消しを求める」「世論調査や住民投票を行う」「他国の団体にも協力を仰ぐ」「訴訟を行う」などがあり、また悪質な場合は、「私有地の無断侵入」「内通者の手引き」「合鍵などの無断使用」「無許可の撮影と公表」などの不法行為もあり、軽い破壊行為（侵入や逸走のために鍵や窓、金網の破壊など）を伴ったり、「脅迫」「暴力」「破壊」行為などのエコテロリスト犯罪もある。

## 環境エンリッチメント

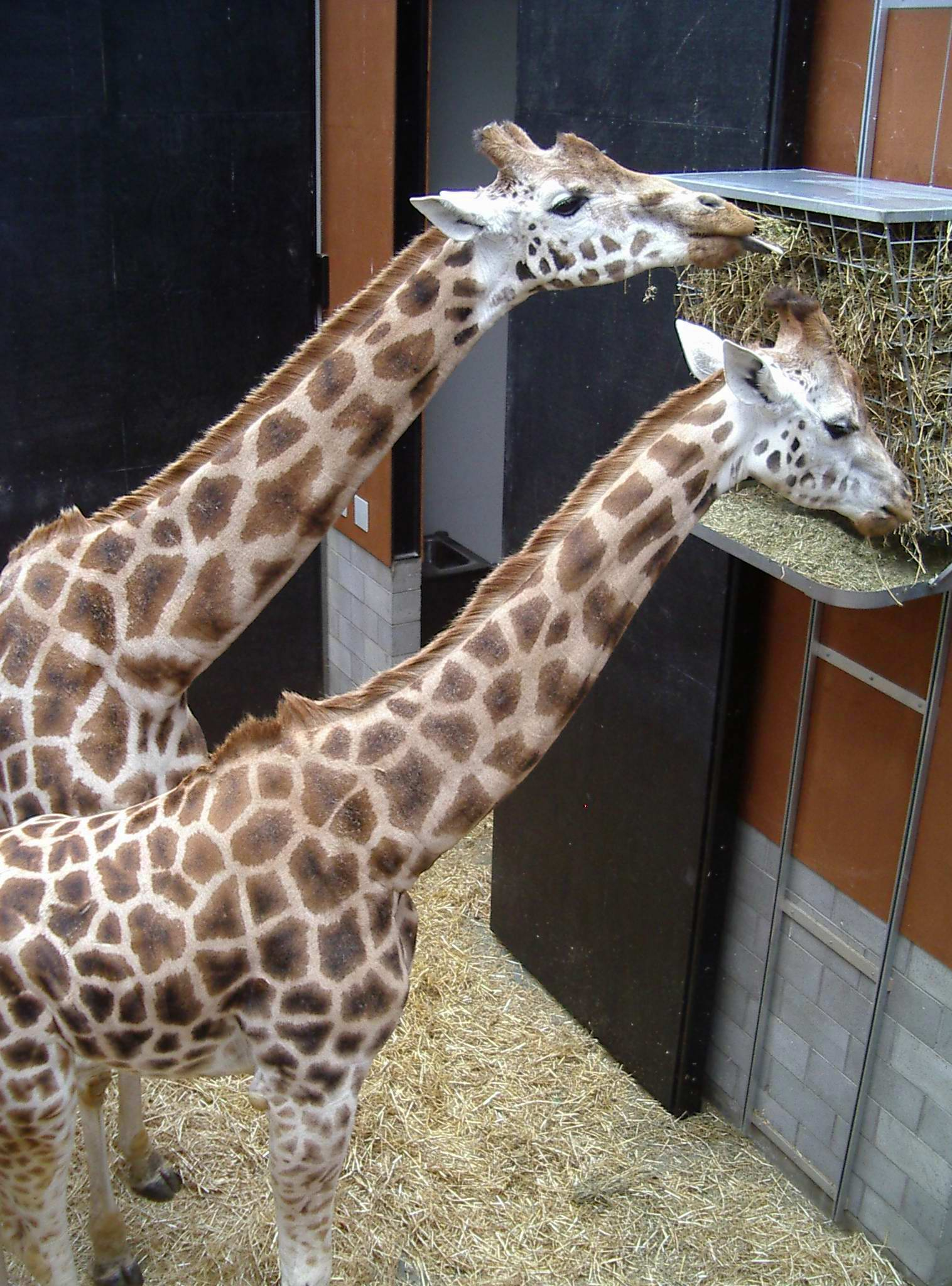
ニュージーランドの動物園のキリン

### エンリッチメントとは
動物福祉団体の動物園調査によって指摘された改善点に応える形で、動物福祉（アニマルウェルフェア）の考えの一環として、「飼育動物の環境エンリッチメント (environmental enrichment)」という概念が1980年代にアメリカで体系化され、1990年代から普及した。環境エンリッチメントという概念は飼育管理技法の一つで、動物になぜストレスが発生するのか、動物の心は満たされているのかという福祉的な観点『思い遣り』を考え改善するもので、アメリカ動物園水族館協会 (AZA) の定義では、『動物の種にふさわしい行動と能力を引き出し、動物福祉を向上させるような方法で動物の環境を構築し、改造すること』をいい、動物園の飼育動物の生活の質を向上させるように生活環境をより善くより豊かにする発想である。
この発想及び、1990年代から重視される「顧客満足度」の向上という発想から、動物園の改修又は飼育の改革が行われる。中にはベテラン飼育員が飼育舎の設計に深く関与して改修を行い、評判となる展示もある。動物園にとって環境エンリッチメントと顧客満足度の2つの観点は車の両輪の様に同じ道を歩むものであり、ここでは両者を分けずに紹介する。これらは動物種に応じた様々な試みが行われる。例えば、野生下の動物は餌を探すのに長時間かかるが飼育下では時間がかからないことに着目し、暇な時間が動物にストレスとならないように餌を隠して探させ、その生き生きとした様子を展示することや、キリンの餌場を高所に配置すれば、キリンが食べにくそうに頭を下げる不都合から解消される上に、キリンが舌を器用に使って高所の餌を捕らえる様子が観察できるようになることである。

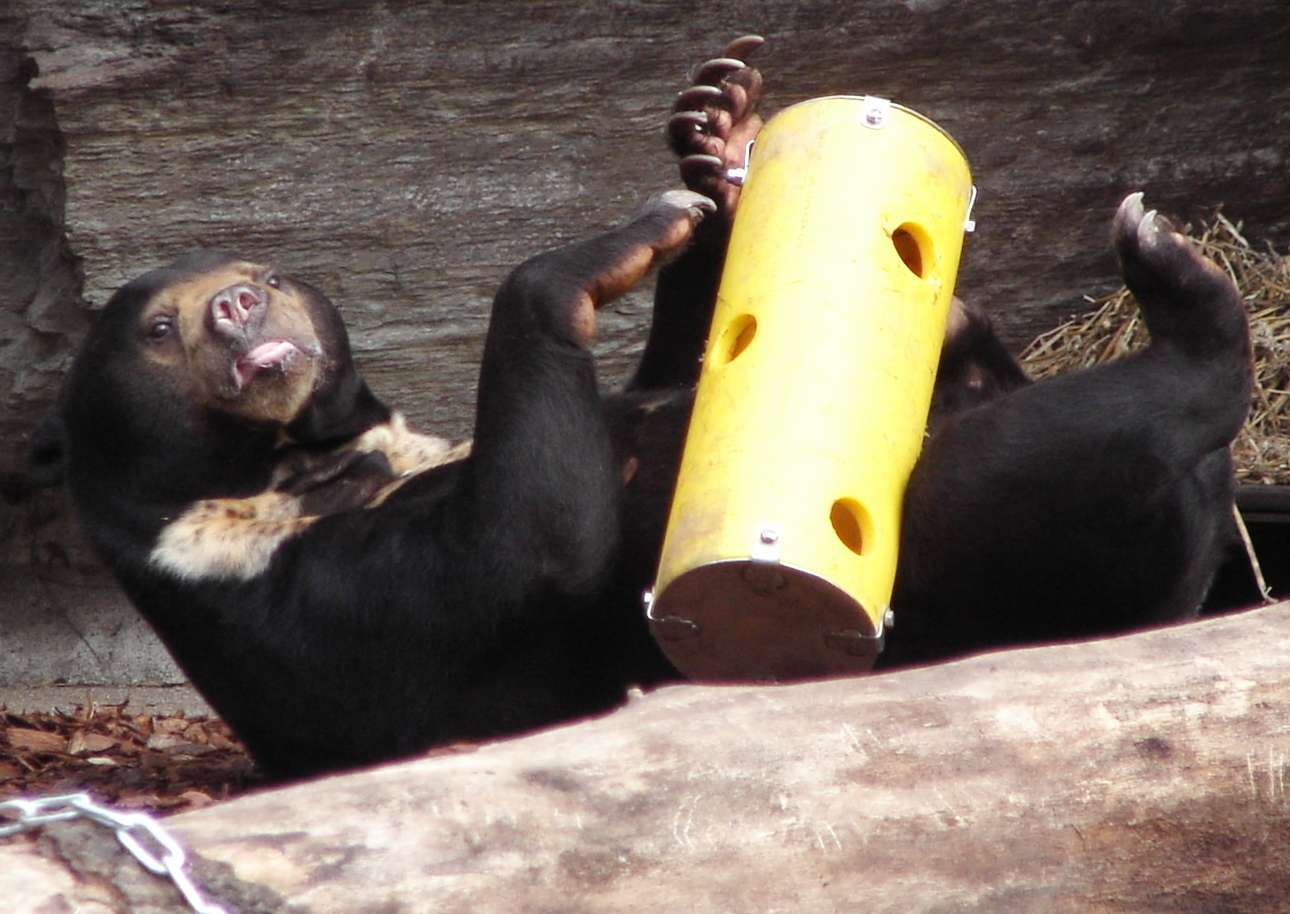
餌箱で遊ぶマレーグマ（独）

改修の工夫例として、ケージサイズ・飼養場の拡張、見学場所を目立たなくする工夫、地下（水底）から地上（水中）を観察する工夫、樹木・岩・小川・池などの造園、アスレチックの造成、動物の隠れ場所の工夫、動物の脚にやさしい床面、猛獣が観客を眺める工夫（見学者を遊び相手にする発想）、空調設備・霧・シャワー・日陰を設置、水深・水流・波の工夫、水槽の水のリサイクル、などがある。飼育の工夫例として、給餌方法の向上（遊びのために餌を隠して配置、採食に時間がかかるように餌をばら撒く工夫など）、給餌メニューの工夫（粗食を与える工夫。季節に応じドングリ給餌及びどんぐりの募集など）、給餌回数を増やす、好奇心・満足感を満たす仕掛けの配置（餌が入っている箱や朽木などの配置。遊び道具の配置、大型類人猿に道具を使わせる工夫など）、トレーナーや来園者が遊び相手をする（トラとプールで遊ぶなど）、木道・渡り廊下を設置（レッサーパンダ・アライグマなど）、複数種の混合飼育、群れでの飼育（ゾウなど）逆に単体での飼育（クマ類など）の工夫、動物がバックヤードに戻れる工夫などがある。
これらは動物園の動物に「できるだけ善い環境」を提供することで、展示の見栄えの向上や顧客満足度や動物福祉の向上を狙うだけに留まらず、飼育動物の健康増進が導かれ、平均寿命の増加や、繁殖のし易さなどを導き出し、「ズーストック計画」などの動物園の機能（期待される役割）を補強するものでもある。そして、2002年からNPO「市民ZOOネットワーク」などが、善い施設の改善を行った日本の動物園を「エンリッチメント大賞」として選出するようになった。

### エンリッチメント大賞
この賞は日本の動物園等を対象に、応募により日本の有識者が選定するもの。狭義のズーチェック（動物園調査）の様に動物園等の“ダメだし”をするのではなく、日本国内の先進例の動物園等や飼育担当者を評価してより善い施設を作ることを目指し、その過程に市民が関れるものである。

※ この賞は2002年度から「市民ZOOネットワーク」により行われる。

### 最良の動物園

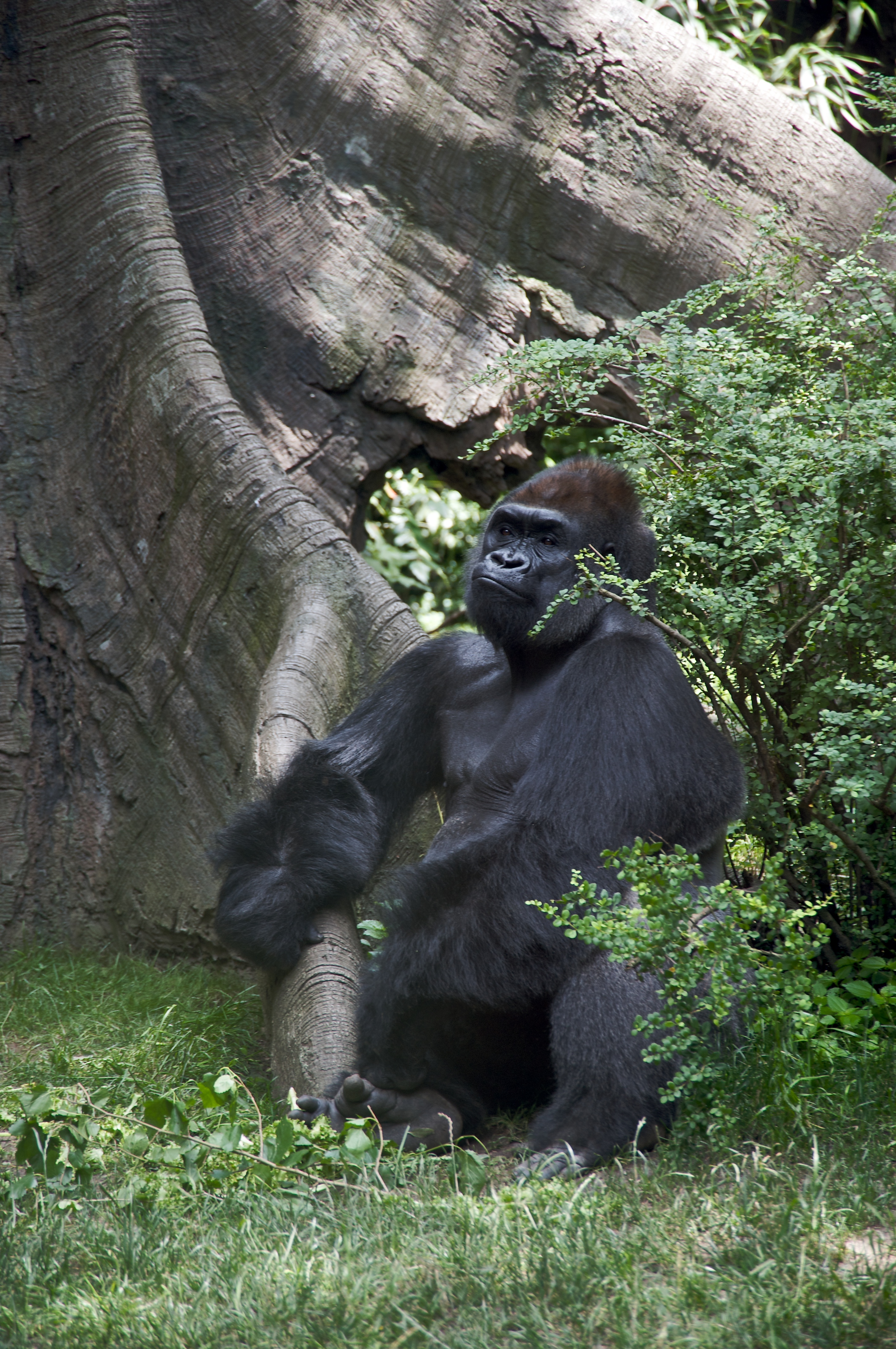
米・ブロンクス動物園のニシローランドゴリラ

- 最良の動物園 by DeGrazia (2002)
  - （米国）アトランタ動物園、ブロンクス動物園および野生生物保全公園[76]、サンディエゴ野生動物公園、（英国）エジンバラ動物園、グラスゴー動物園。[注釈 43]

※以上は、David DeGrazia（デヴィッド・ドゥグラツィア）ジョージ・ワシントン大学準教授（哲学・倫理学）が例示したもので、「最良の動物園」の傾向は、ケージから自然生息地に近い展示へ移行していることを指摘している。
なお、 DeGrazia (2002)によれば、動物権論から見ると、動物飼育には2つの条件(1)動物の基礎的な身体的及び心理的ニーズが満たされなければならない。(2)動物は少なくとも野生で暮らすのと同じくらい良好な生活条件を与えられなければならない。があり、更に、動物園には「動物を道徳的地位をもつ存在として尊重する態度を涵養する責任がある」とし、「唯一の正当化できる動物園は少数の非常に優れた公立動物園で、大きくて自然に近い展示施設を持つため、動物をそばで見ることはしばしば難しくなる（正当化できる動物園は双眼鏡が必要）」と、動物の道徳的な扱いの要求と飼育スペースの巨大化を指摘した。日本で双眼鏡が必要なほど大きな展示施設は、自然の山林を用いた「サホロリゾート ベア・マウンテン」や「勝浦ぞうの楽園」があり、全てが人為の従来型の発想から脱却し、“自然そのもの”を有効活用した民間動物園（但し単一種）である。

#### 変わる動物園
- 「いま動物園がおもしろい」で例示された他国の動物園（掲載順）。
  - （生態的展示）- ブロンクス動物園（ニューヨーク）[77]、シンガポール動物園＆ナイトサファリ[77]、ハーゲンベック動物園（ドイツ）（1907年、無柵放養式（むさくほうようしき）の組み合わせによるパノラマ展示）[77]
  - （環境一体型展示）- フィラデルフィア動物園（アメリカ）[77]、ウッドランドパーク動物園（アメリカ・シアトル市、1977年に環境一体型展示）[77]、ブロンクス動物園（ニューヨーク）[77]

#### 今日的な課題
哲学倫理学の DeGrazia (2002) などにより、米国のブロンクス動物園が高く評価されるのは1999年オープンの「コンゴ・ゴリラの森」に見られるように展示・演出・福祉・教育・生息地の保全のどれも“世界最高水準”であることだけではなく、都市型動物園ながら敷地面積が広大であること、ランドスケープなどの展示方法が優れていること、情報提示に優れていること、種の保全を行うこと、研究者が多数在籍し学術研究が盛んであることなどに昔から優れた先進性を示し、動物園の抱える今日的な課題の手本であり続けたからである。日本においてブロンクス動物園の真似（ランドスケープ型展示）を行おうとすると、都市部の動物園では“小さな箱庭”になってしまうため、上野動物園のように「行動展示」への方向性を示す場合もある。

## ズーチェック運動の問題点
世界動物園水族館協会 (WAZA) は、動物園・水族館のスタッフは動物園への批判者と対話し、アンチ・ズー(動物園批判者)の誤った主張は訂正し、アンチ・ズーの認識の時代遅れな部分は抗議し正していかねばならないとしている。

### 批判者による調査
公正な調査が求められる。

#### 批判的調査
1996年に日本の動物権利団体が英国の団体と行った10か所の動物園調査では、「多くの動物園は旧態依然とした“見世物小屋”であり、この数十年見るべき改修を行っておらず、動物はケアさえ受けられない状況」と結論を述べた。動物園への批判の中に、この“見世物小屋”或いは“見世物”という非難がしばし見聞されるが、欧米において“見世物小屋”とは、“道路脇”にケージや檻が置かれ野生動物が飼育される展示を指し、「見物人がおよそ野生動物を尊重できず、教育にも科学研究にも繁殖にも役に立たないような状態」と、動物権利論の DeGrazia (2002) は述べている。この意味において、当時の日本の動物園の過半は教育も科学研究も繁殖も行われており、（路上の）“見世物小屋”には相当しない。また中国では2010年の13か所の動物園調査により、「動物の管理方法は極めて野蛮」「動物の生活環境は劣悪」「動物たちが生命を維持するのがやっと」と厳しい評価がなされたが、サーカスで危険防止に猛獣の牙を抜き、サーカス引退後に動物園で飼育していたところ、その動物園が行ったように指摘したり、予想外の極めて稀な事故死を例示した。これらの例の様に、動物園批判者は過激な言葉で話題作りをしているが、これは客観公平公正な調査を行っているとは言い難い。そもそも、批判者による調査に、法に基いた行政組織の様な客観公正公平さを期待することはできない。
一方、動物園は市民のために存在し、動物園を維持をする主体が市民なのであるから、これは“市民の道徳観の現れ”ともいえるという意見もある。そもそも、"Zoological Gardens"（直訳すれば、「動物学の園（その）」）を福沢諭吉が「動物園」と解釈し、日本の動物園の“手本”である上野動物園が博物館というよりも娯楽施設としての側面が強く、これが以後の日本の動物園のあり方を決定づけたため、模倣した動物園が作られていった歴史もある。
また、動物園批判者には、動物園には動物行動学の専門家が存在しないと解釈し、外部から専門家を招くべきと意見することがあるが、動物園からは「職員に専門家がいる」「動物園技師が専門家であるべき」と反論されている。これは、動物行動学は野生動物を対象とする学問であるため飼育下に応用できない場合があり、飼育下の動物行動に詳しいのは動物園そのものであることと、動物園の運営や革新には多様な最新情報（最新技術）が必要とされ、外部の専門家を招いても効果が乏しいことを意味する。例えば、最新のペンギンの環境エンリッチメントを行う場合においては、東京の動物権利団体が主張する通りに動物行動学の専門家や学識経験者から指導を受けても効果は乏しく、国内の動物園水族館の飼育担当者が中心となって組織する「ペンギン会議」から意見を得れば最新情報（最新技術）が容易に入手でき、設備投資に失敗する可能性が低くなる（同様の飼育専門家集団に「ゾウ会議」もある）。あるいは、大型霊長類の為に高いタワーを造り環境エンリッチメントの向上を図る例があるが、これは大型霊長類の飼育を長年行う京都大学霊長類研究所が手本となった新知見で、優れた飼育技術である為に模倣する動物園がでている。この様に多様で最新の飼育技術が必要であるため、一般人からも意見を募集した動物園もある。

### 専門性

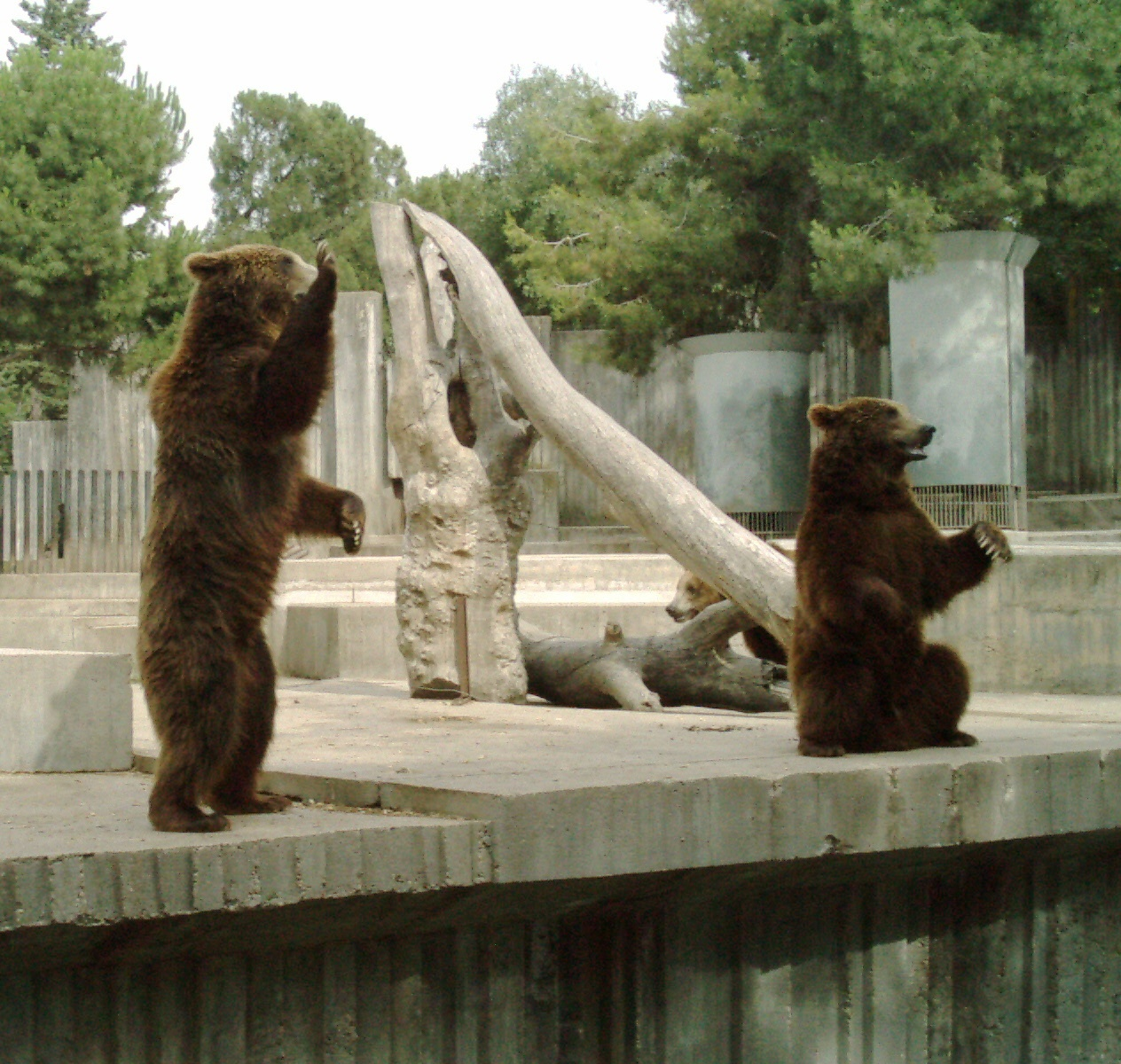
手を振るクマ

調査の専門家の育成が求められる

#### 調査の質
動物園調査(ズーチェック)を行う者の素養で、「日当たりが悪い」・「じめじめしている」・「空気がよどんでいる」など主観的な結果を出すケースや、「塗装が剥げている」・「柵が錆びている」など動物福祉上も機能上も問題の無いことを主張するケース、稀に飼養場の無断撮影とそれの無断公表を行うケースなど、質の低い調査が行われるが、本来は法的権限を持たない一般市民には実行の難しい内部調査であるためにおこる“過失”であり、なおかつ高度な専門性を要する調査であることを理解していないための“見識の低さ”である。例えば、住宅調査の様に湿度計・照度計・流量計・臭気計・騒音計などの測定器を用いて感覚を排除し客観性を示す工夫や、ストレスをホルモン分泌で調べる工夫、柵・ケージの塗装の剥げや錆などの耐久性について主観的な調査を避ける見識、調査者自身が不法行為を犯してないか客観視する姿勢、自身の調査結果が検証性や論理性などがあるのかを考察する素養、などの“専門性が欠如”している。これは一部の個人・団体が調査の質（動物福祉の向上）よりも暴露（スクープ）を重視するため、適切な人材と人員（人数）がいないにもかかわらず調査を行う歪みである。また、短時間の簡単な調査であるため、推測した調査内容の公表を行い、のちにそれを否定する証言が出る場合もある。
また、ズーチェック団体が掲げるチェックリストでは簡単に短時間で行える比較的単純な調査に留まり、動物のQOLの把握、エンリッチメントの評価、個体の生涯調査などの長時間・長期間の観察を要する調査項目(動物の専門家が本格的に取り組むべき調査)を行う概念は乏しい。例えば、「現にストレス行動をする飼育動物がその動物園にいるか。一日に何時間のストレス行動をするか。あるいは動物園の何％の動物がストレス行動をしたか。」という基礎的で極めて重要な調査内容が欠如している。動物園にストレスを抱えた動物がいるのであれば、その個体そのものに適切に対応しなければ倫理(人道)に反するからであるが、単純な動物園調査は個別の事案には対処できない調査(偶然の発見を期待する調査)である。例えば、ある動物権利団体が、ある観光牧場を20年間追跡調査をしたとしても、それは10年ごと又は数年ごとに単純な調査を行ったに留まっており、実際の個体の生涯（例えば、その個体の群れの中の地位や日常生活）や、ストレス行動率やストレス個体率、怪我率や動物の死因などが殆ど理解できず、本来の動物福祉の観点(一頭一頭を大切に扱う)からの十分な調査(見張り番)とはいえないものであった。動物園の何％の動物がストレスを抱えるか、他、疾病率、怪我率、事故死率などの生涯調査の把握は、DeGrazia (2002) が主張する野生下との現実主義的な比較において有効な観点であるが行われず、感情論やスクープでの印象操作(イメージ操作)などで世論が導かれている側面がある。

#### 検証性
市民による動物園調査（ズーチェック）は行政が行う立入検査とは異なり、専門的な知識や法による権限に基づいておらず検証性の低いものになりがちであり、それが原因で行政や専門家と見解が食い違うことがある。
例えば、「個体が異常に痩せている」のを東京の動物権利団体が見つけ写真撮影し、給餌量が少ない動物虐待と判断してインターネット上に調査結果を公表し行政に文書で通知したが、その後の行政と獣医師などの専門家が行った立入検査では、高齢や病気、強い個体からの迫害が痩せた理由で、餌の投与量が十分であるにもかかわらず、その個体だけが痩せていた例がある。これは調査者が管理者に個体の体調について詳細な説明を求め、客観的な検証を行えばよく、専門的視野に欠けたケースである。また2004年に閉鎖した元観光牧場において、飼い主が引き続き猛獣の飼養をしていたところ、2011年に飼養場内に動物の遺骨が見つかり、同上の市民団体に給餌量が少ない動物虐待と公表されたのは、その私有地に不法侵入した市民が飼養場を盗撮してインターネット上に公表したからであるが、その後の行政の立入検査では動物が餓死するほど給餌量が少ない事実は確認されず、寧ろ適切な給餌量で、近隣からもそれを裏付ける証言があった例もある。これは遺骨の発見により給餌量の少なさからの共食い（動物虐待）を判断してしまい、他の可能性も検討する専門性に欠けた行動である。
この様な、追跡調査された事実と食い違いを見せる検証性の低い動物園調査（ズーチェック）により、その施設名の公表をも行ったり、マスメディアも団体の主張を鵜呑みに報道するのは、そもそも人権よりも動物権を重視している視点である。動物権が脚光を浴び、専門性や検証性の乏しい調査と公表が行われる現状では、その行為に対して法による監視（私的調査の禁止、調査官の主観の禁止、指標や基準の整備、及び公的調査の専門家育成など）が必要である。

### 感情論

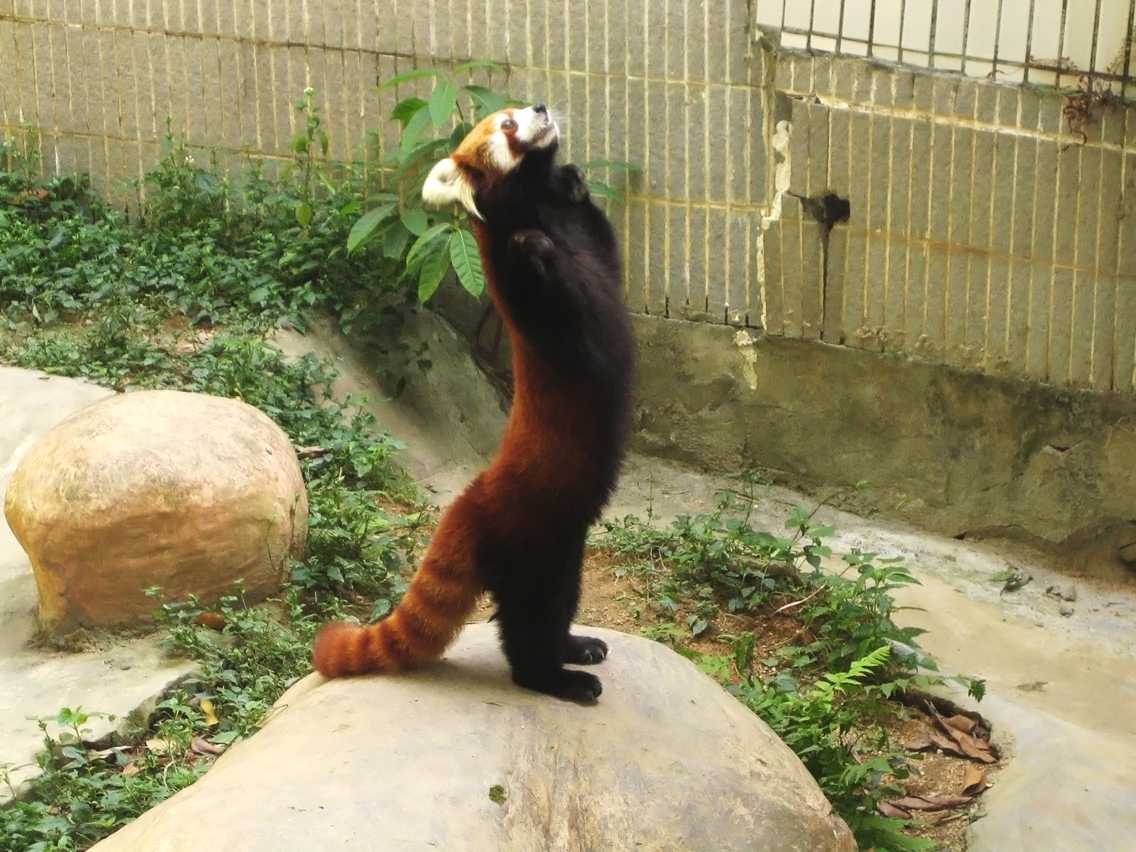
レッサーパンダ

その個人が動物園の動物にいかなる感情を持つのかによる。

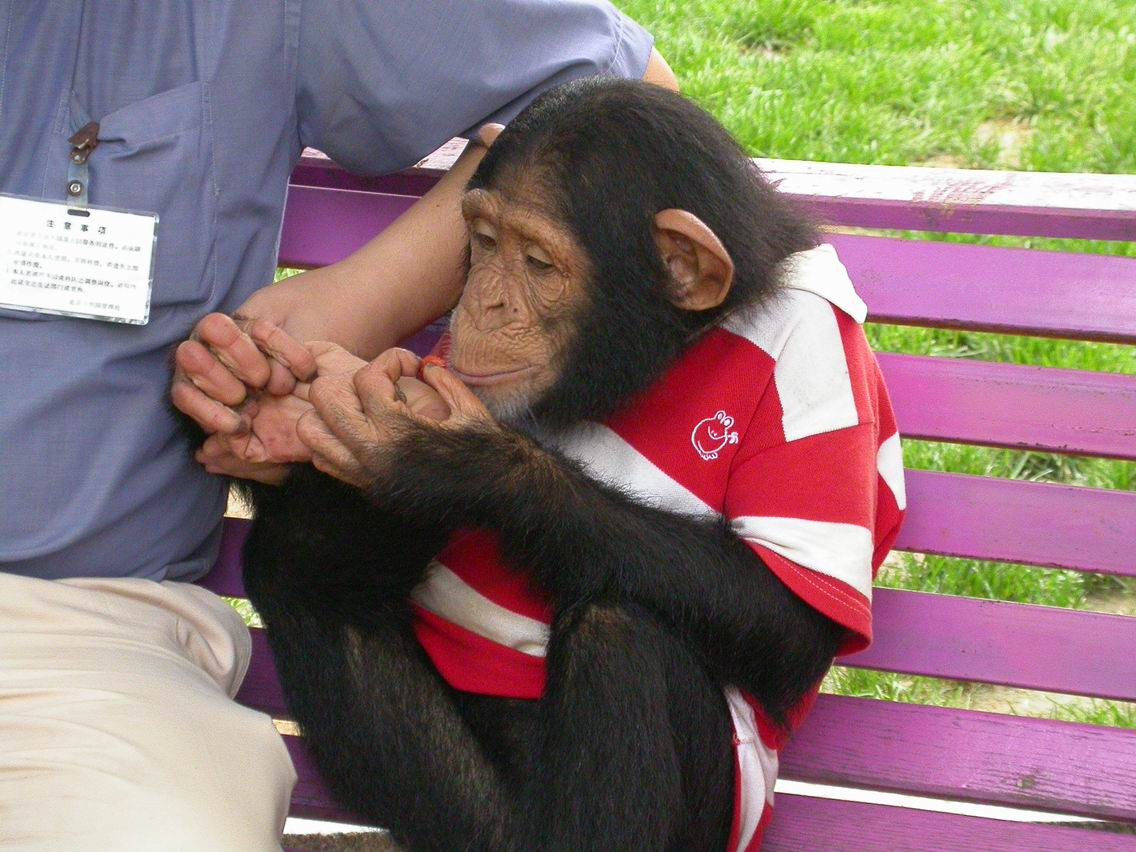
チンパンジー

#### 一般的な感情論
動物園批判には、「動物が可哀想」と感じ、例えば、「この動物園の動物の目は死んでいる」などの客観性や検証性に乏しい感情論が行われる。
野生動物の生息地に直接観察に行くことを勧める場合（対象動物の生息地以外での飼育に反対する場合）、同じく、動物の代わりに動物ロボットを展示することを求める場合、同じく、動物の展示の代わりに動物の映像を放映すればよいと主張する場合、同じく、国内飼育総数の少なさを無視して対象動物を国内に求めるように主張する場合（ホッキョクグマなど）や、動物が可哀想と考えて、動物のしつけ・訓練に反対する場合（ゾウなど）、同じく、動物のショーや芸に反対する場合、同じく、動物どうしの喧嘩が行われる状態に反対する場合、同じく、環境エンリッチメントの向上のために餌を食べ難くすることに反対する場合、同じく、環境エンリッチメントの向上のための科学的な「共生展示」」（混合展示）に反対する場合、芸やショーを毛嫌いして、立つレッサーパンダのブームを批判する場合、野生の生態を優先させるあまり、動物の擬人化に反対する場合、動物の気持ちを推察したつもりで、動物を至近距離から見せることに反対する場合、同じく、動物と人とのふれあいに反対する場合、動物権のみを優先して、動物の移送（移動・輸入）に反対する場合、同じく、逸走猛獣の射殺に反対する場合、逆に「育児放棄の仔の人工哺育は不自然」と主張し殺処分を勧める場合、人工繁殖を人工的だと批判する場合、動物園と野生下での違いを理解せず、チンパンジーの塔を15m以下にすることに反対する場合、チンパンジーのショーやテレビ出演に反対する場合、動物園の餌やり体験は野生動物への餌付けにつながると主張する場合、野生生物の家畜化に反対する場合、動物園の動物の野生復帰は不可能だと主張する場合など、現実性や利便性、合理性、検証性、論理性などに乏しい様々な感情論が行われる。
しかし、もし対象動物がその動物の生息地に行かねば見られないとしたら、市民の多くが経済的理由で見られなくなる動物種が多数となるが、これは人の経済的弱者よりも動物の権利が上にくることを意味する。また、野生のクマに餌付けをさせないために動物園に餌やり体験の禁止を申し出る場合は、社会実験などによって因果関係を立証した後でなければ科学的とは言い難い。また、動物権理論の DeGrazia (2002) は、野生下の動物の暮らしと動物園のそれとの危害と利益との現実主義的な検証の必要性を指摘しており、感情論(最も厳しい批判者)は動物が被る危害と得られる利益とを比較して考察していないと批判する。これは、そもそも欧州由来の動物権利論の発生が動物への“博愛”という感情から始まり、そこから派生する主張についても他者の感情に訴える手法が一般的に取られるためであるが、市民が動物園に“監視”の目的で訪れるということは、教養と娯楽の施設である動物園を「楽しめないように啓蒙されている」ことを意味する。

#### 動物園に行く大人と行かない大人

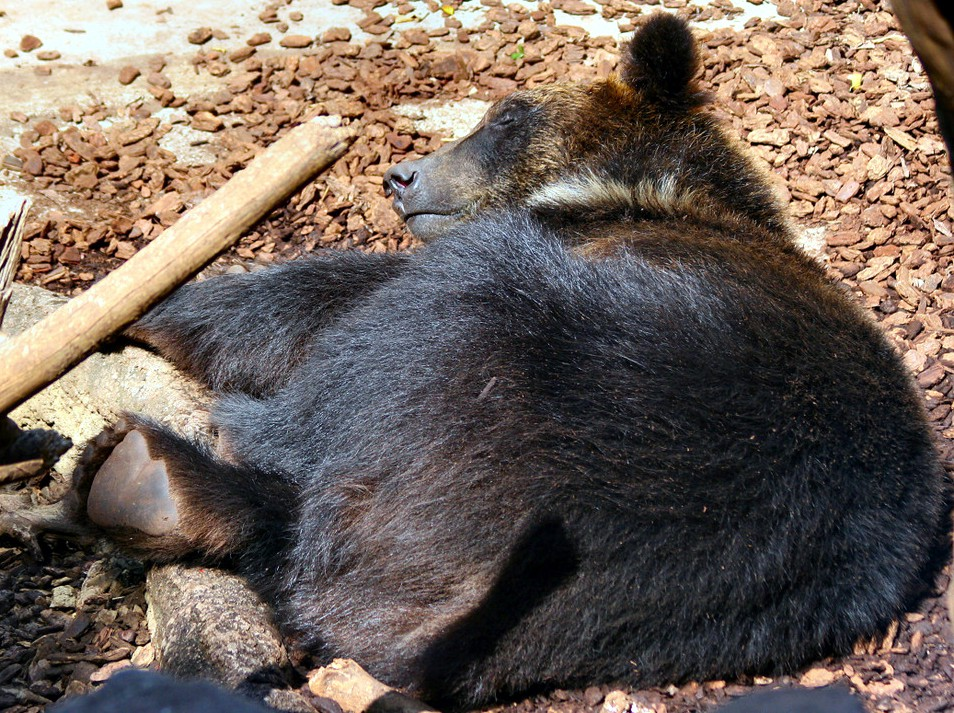
昼寝するクマ

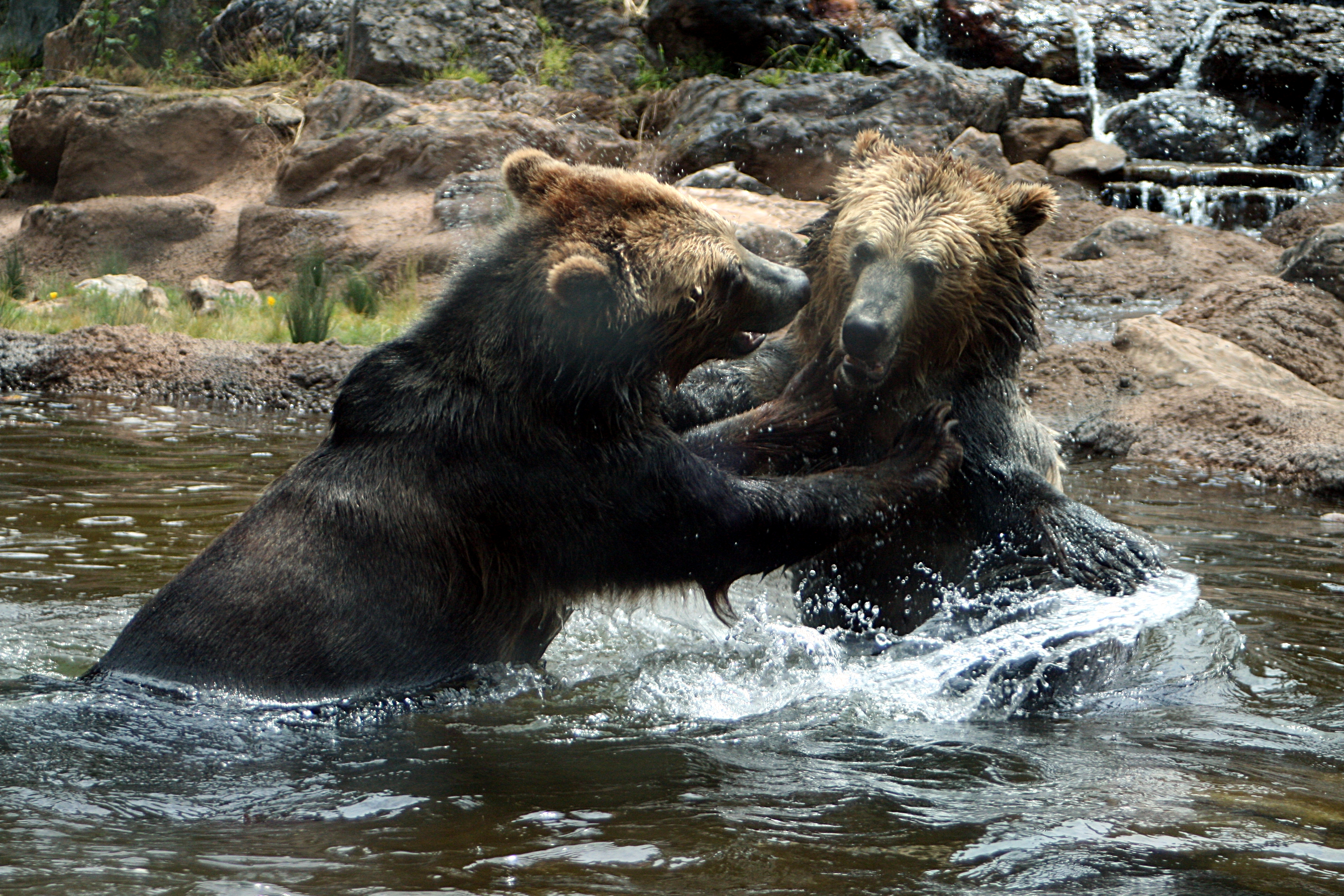
喧嘩するクマ

21世紀になると、動物園は娯楽の施設からの脱却をはかり、学習・教養の場（いわゆる博物館）に変化しようとしている。また展示方法に工夫を凝らし、市民の目を引かせる。しかしながら、それは動物種を教科書的に理解した（短時間で得られる知識）に留まるという欠点がある。そこで、動物は生きていて、活動するから動物なのだから、それ自体を楽しむという価値観が唱えられるようになった。動物園を楽しむ一つの方法は、「個体識別」をし、一頭一頭の違う「個性」を見分け、その個性を観賞・観察することだとする意見がある。個体によって性格や行動が異なる場合が多いためである。なお「個別識別」は野生動物の研究者が用いる手法（フォーカルアニマルサンプリング）に似ていて、かつ短期で探究が行える。また、環境エンリッチメントの工夫を探すことや、展示設計・展示思想を比較することでも動物園を楽しめる。或いは、「動物種の観察」を行うのも動物園の楽しみ方の一つである。自身の健康維持のために、動物園の動物を25年以上観察し続けた『私の動物園勉強法』では、カンガルーやワラビーの排糞行動に興味を持った筆者が10年間ほど糞を数え続け、最終的に少しでも体重を増やさない為に摂食と同時に排糞する戦略を付き止め(同114頁)、そして他の動物の排糞をも観察し動物種の歴史による違いも見つけ、「それぞれの個体が、それぞれの歴史の中で戦略、戦術を作り、その歴史の一部を動物園で見せてくれた」（同179頁）と総括し、「周りの状況と動物達の行動を連動させて、彼らの気分や行動理由を読み解くことがお勧めの知的好奇心」（同51頁）と動物園の楽しみ方を示した。また、動物園で生涯学習をするのも楽しみ方で「大人のための飼育体験」などがある。しかし動物園批判には「まともな大人は“野生の動物への配慮のない動物園”が好きなのはおかしい」「憂鬱にならないとしたら、その大人の感性はすりつぶされている」「心が和むとしたら、その人の心は正常だろうか？」と、感情論を述べる。旭山動物園が低迷を続けた1980年代、旭山動物園は“まともな大人”の市議会や市民から『きたない、くさい、おもしろくない』と悪評がたっていた。また昔から『動物が動かない』、『動物が寝てばかりで、つまらない』とする動物行動学を理解していない感想、『動物が見えない』、『いつ行っても変わり映えしない』などの不満があるが、しかし子供は動物が好きであり、だからこそ大人は子や孫にねだられて動物園に行き、大人1人で動物園に行くのは恥ずかしいとする文化(社会)を生み、その打開策に東京ディズニーランドを模倣して「（大人にも通じる）ストーリー性」を求めたり、旭山動物園の様に「（大人にも通じる）行動展示」を行うようになった。しかしながら、多くの動物園水族館では動物園ガイドにボランティアを募集したり、金銭や餌を寄付するという慈善行為も行われており、これらは大人（市民）が行う行為である。なお、動物園を“子供向けの娯楽施設”とみる感覚は日本だけではなく他国にもある。

#### タブー
肉食獣が生きた獲物を捕らえる「狩り」を実際に見せることはもちろんのこと、食用動物の肉の推奨や販売、製品動物の製品の推奨や販売もタブーである。これらは動物が死なないと手に入らないため、動物園ではタブー視される。動物園では「動物の死亡告知」もタブー視されるが、動物園批判者が動物の死亡を感情で論じても非論理的な上、死を隠すのは「死」の社会教育の機会を失う。そして、老衰した動物の展示、障害を追った動物の展示もタブーである。タブーを破って展示したことで、「障害を見せ物にしている」と感情論で批判があるが、社会から老いを隠してよいのか、交通事故や人為的な原因での事故など現代社会の犠牲による障害を隠してよいのか、論理的に考証せねばならない。

#### ゾウのしつけ

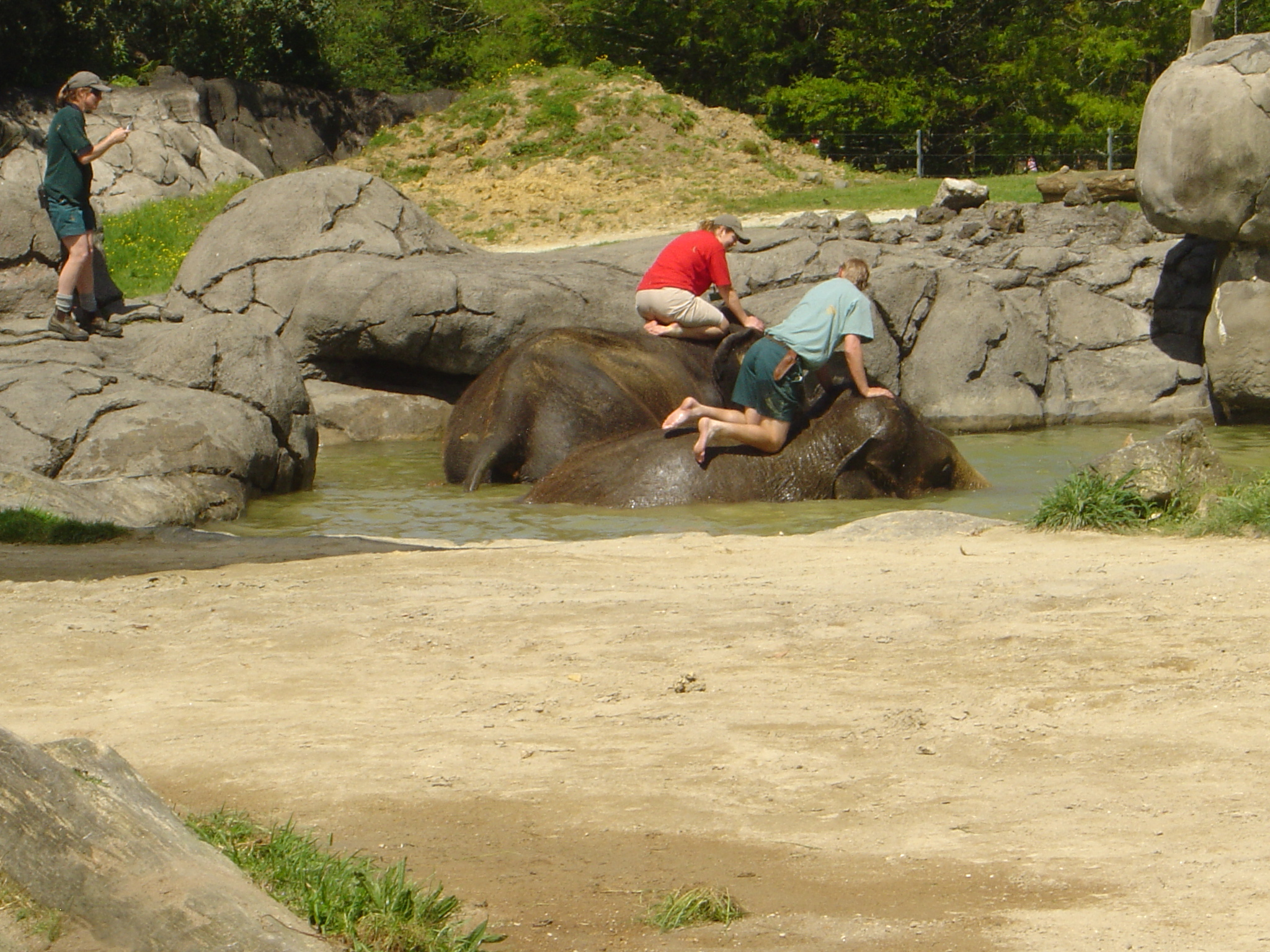
飼育員とボランティアがゾウを入浴させている（ニュージーランド）

タイ式のゾウのしつけ・訓練（馴化）がしばしば感情論で反対されるが、日本では裁判が行われ、ゾウのしつけは虐待ではないと判断されている。さて、「動物園のデザイン」57頁によると、タイ式のゾウ調教用のフックは皮膚の厚さが3cmあるゾウにとっては「チクッ」とする程度と説明され、ゾウのしつけは人命を守るためや、麻酔を打つ際の転倒骨折を防いだり、爪を切るネイルケアなど、ゾウの日常生活に欠かせないことが示される。「動物の赤ちゃんを育てる」156-158頁では堀に落ちたオスゾウをしつけで救助。ムスト(マスト:発情期)中のオスゾウも餌としつけでクサリを巻き必要な作業ができ、176-178頁にはゾウのバック（後ずさり）から筆者亀井一成が護身用フックで難を逃れる様子が書かれる。「キリンが笑う動物園」8頁によると、ゾウの訓練は人間との関係を築くことや、予定される引越しや新生活の管理の為であり、76頁では、ゾウに限らず、病気になった時に適切な対処を可能にするとある。「日本の動物園」137-140頁によると、ゾウのしつけ自体が動物福祉の向上（エンリッチメントの向上）につながるとし、特に人間への恐怖・不信感の払拭、並びに、飼育員との緊張感の緩和や飼育員との心的交流によるQOLの向上、診療や治療の容易さ・移送のストレスの緩和・人工授精・採精・体重測定・採尿・採血など飼育管理の容易さと動物福祉の向上、そして解説に集まる入場者の前で、実物のゾウが静止することによりメッセージ性が高まる効果があるとする。また一方、従来のタイ、インドの習慣の代わりに、「オペラント条件づけ」の応用の「ターゲットトレーニング」が行われるようになったとし、精神的・肉体的に傷つかない方法と紹介する。動物園ライターの森由民は、30歳を過ぎてから調教が始まった池田動物園「メリー」の例を出し、ゾウのコントロールの大切さを説く。また、2011年のエンリッチメント大賞となった事例では、ゾウのしつけにより、飼育員が直接指導しながら効果的な繁殖と育児指導、育児放棄の回避、新しい群れの形成も行えるとする。怪我の治療の例として、「市原ぞうの国」の仔ゾウ「ゆめ花」は、2012年8月22日に脚の治療が行われたが、しつけにより全身麻酔をせずに行えた。全身麻酔を用いないのは麻酔で死ぬ可能性を回避するためで、また、ゾウ全頭にしつけが行き届いているため、他の大人のゾウたちとゆめ花は鼻を伸ばし体を触ってコミュニケーションをし、応援できるよう配慮することもできた。逆に、ゾウと違って、しつけができないサイでは、危険な方法で日常の脚のケアを行う。2012年11月の多摩動物公園のインドサイの足裏のケアでは、飼育員がサイの腹をブラシでくすぐって寝転がし、その数分間で足裏のケアを行う。麻酔を用いないため、ブラッシングのくすぐりに飽きたサイが急に起きたら飼育員は速やかに避難する。

### ロマンチスト
ロマンチスト(非現実主義者)が動物園を考えると、野生下が最善であると決め付けるため、歴史上、実行しなかった行為を要請する場合がある。例えば、動物園にクマ類の冬ごもりを行うよう要請し、動物園がそれに応じて冬ごもり実験を実施することがある。これは一見、科学的に「野生での習性の模倣」を主張するが、動物を道徳的に取扱うほうが倫理上望ましいと考えると、野生下での苦しみを解いて、危険を取り除いた状態の提供が望ましい。冬ごもりは絶食状態が長期間続き、死ぬ可能性（もちろん死なない可能性のほうが高い）のある行為のため、「しないことが望ましいと実証されている」のであるならば、しないほうが望ましい（冬ごもりはクマが体力を消耗する割にはクマの利益(健康と長寿)に寄与しない可能性がある）。。

#### 過酷な野生
ロマンチックに動物の権利を考えると、野生下と動物園との現実主義的な検証を廃して、動物園の全廃を訴えやすいが、野生下では、怪我と病気、厳しい天候、飢餓、長距離の移動、不慮の事故、肉食動物・危険生物、冬眠・夏眠、縄張り争い・序列・共食い、仔の低い生存率、狩猟・駆除、環境汚染・気候変動・生息地減少などがあり、また、仔育ての失敗(迷子・教育の失敗など)もあり、人為が得られる動物園に比べ遙かに過酷で、大抵の種が長寿（長生き）し難い現実がある(DeGrazia (2002)など)。

### 巨額の費用

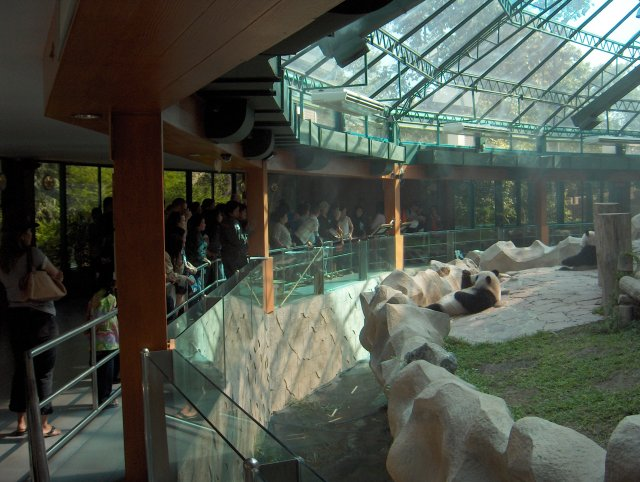
タイのジャイアントパンダ舎

ズーチェック(動物園調査)をクリアするには巨額の設備投資や、それに見合う運転資金が必要となる場合がある。一般に飼育面積が広いほど環境エンリッチメントの向上が図れるからである（逆に、適切な飼育面積が確保できない場合は飼育頭数や種類を減らす場合もある）。資金不足を見越して、個人事業主は動物園を経営せず、公的機関が行うように主張する者もある。1980年代の米国フロリダ州タンバのローリーパーク動物園は「アメリカで最悪の動物園の1つ」と評価され閉鎖を勧告されたが、2,000万ドルを投じて再建された。鹿児島市平川動物公園の2010年から7年間のリニューアルは総額43億円を投じ、到津の森公園は年間2億円の予算を投じている。
1990年代から2000年代の日本において、リストラクチャリングで企業が動物園事業から撤退したのは、投資の回収が難しいのが原因と考えられる。また、都市部は用地買収に巨額の資金が必要であり、動物園を都市部ではなく辺境に開設し広い空間の確保を考える場合もあるが、どの様な立地であっても飼育舎の改修に資金が必要となる。動物園は、公立、私立の事業形態を問わず、その資金は市民(ないし消費者)が出していることに変わりがなく、行き過ぎたズーチェック運動には注意すべきである。
一方、動物福祉の向上に巨額の資金が必ずしも必要とはいえず、環境エンリッチメントを推進する市民団体には、飼育面積の拡大に比して少ない費用で高い効果が得られる工夫や、飼育員による人為や情熱を評価する視点もあり、それはエンリッチメント大賞にも反映されている。

### 他の飼育動物との格差

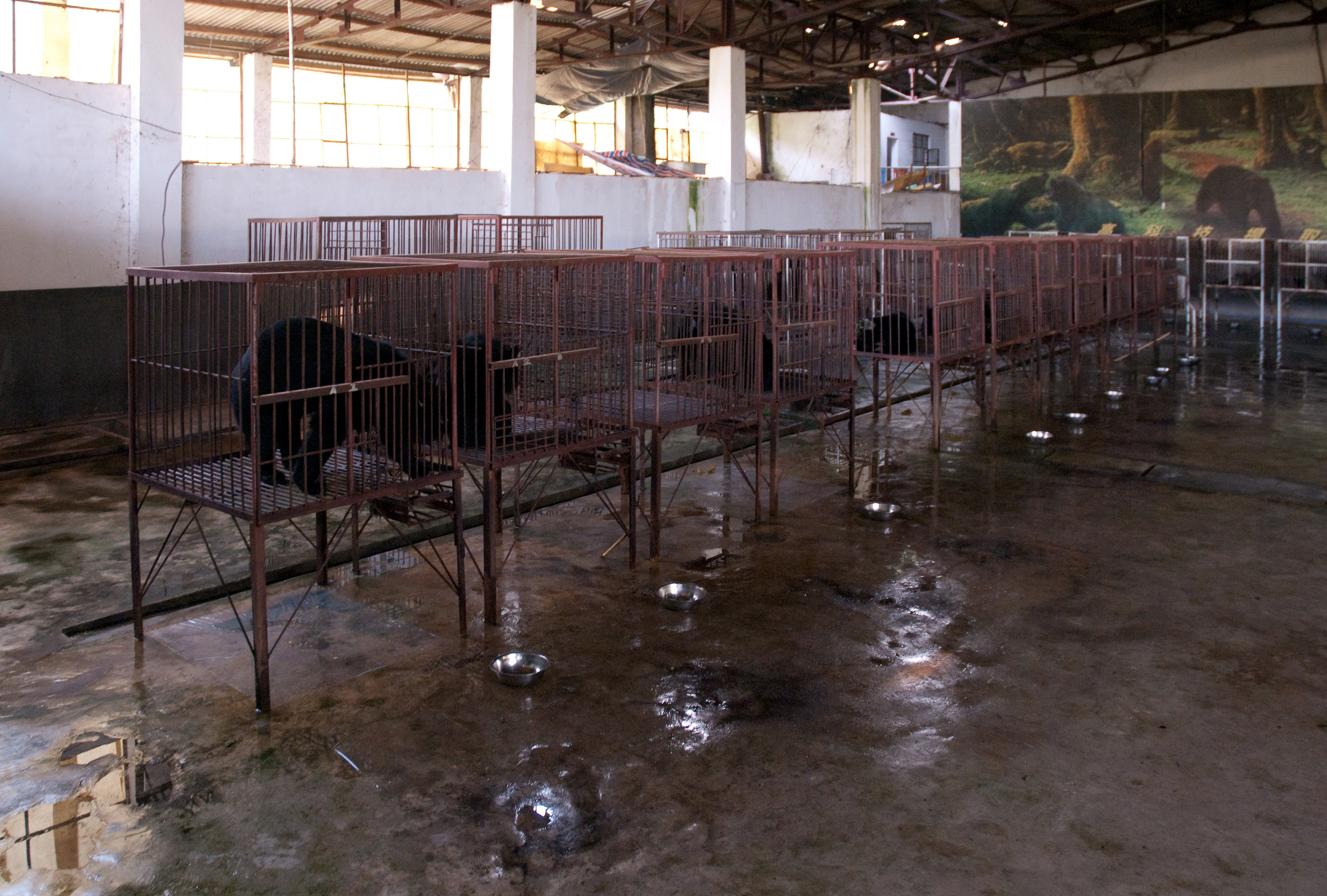
ミャンマーでのクマの畜産

人類は家畜・使役動物と、動物園の展示動物とを選別し、差を設けてきた。家畜や使役動物には大型哺乳類がいるが、生産物の価格競争や経営規模の面から経営効率を考えて、一般的に飼育面積やケージは小さくする。経営効率は動物の健康に悪い環境を生み、動物福祉と相反するため、動物園には効率を与えない。ズーチェック運動の対象動物は大型哺乳類が比較的多くなるが、この現象は動物園の大型哺乳類はそれに見合う広い飼育面積や適切な飼育環境が不足する場合があるためである。ズーチェック運動により、ますます動物間の格差が広がるが、これは“見えなければいい”という大衆の身勝手な感情論である。

### 殺処分
ズーチェック運動が動物園の閉鎖を目指している場合、動物の殺処分を安易に行う風潮に拍車をかけてしまう問題が発生する。動物権利論からも哲学・倫理学からも宗教や慣習からも動物の殺害が好ましくないのは言うまでも無く、大量に殺処分が行われる場合は殺処分の回避がなされる。例えば、2012年に閉園した秋田八幡平クマ牧場のクマ27頭の処分回避に向けた取り組みなどである。これはズーチェック運動によって、新たに行政に仕事が増えた(市民の税金が投入された)例でもある。
1996年、動物権利団体(東京)の動物園調査(ズーチェック)で劣悪だと指摘された民間動物園があるが、その動物園は各地の動物園の不要動物・余剰動物の引き受け先であり、不要動物・余剰動物の最後の安息の地でもあったが、その動物園を非難の対象にしては不幸な境遇の動物を「ますます」不幸にする結果となる。この不要・余剰動物の問題を、愛玩などの飼育目的の飼い犬・飼い猫の頭数調整と同一視が難しいのは、犬猫は日本国内だけでも2,000万匹以上(2011年現在)存在し、飽和状態だからである。
動物園の動物に対する頭数調整は必要性が乏しい場合があり、世界で希少種となり保護が必要な動物種の場合(例えばホッキョクグマなど)、なおさら頭数調整は望ましくない。なお、日本の展示動物の飼育基準では、展示動物の終生飼育が努力規定されている。英国と日本とでは死生観や安楽死に関して感じ方の大きな違いがあり、日本は安楽死を避ける(英国は安楽死を行いやすい)結果が得られている。

### 法と運動
「動物の権利」が念頭にある動物権利団体などのズーチェック運動は、野生下を“最善”と考え、動物園を“悪”と誤解している上、論理よりも感情が優先されるため、動物園に求める価値観のハードルが高くなり、動物園がその国の法により定められた基準に沿っていても意味を成さない場合がある。例えば、英国の気候ではホッキョクグマの飼育には向かないという理由で、ホッキョクグマの飼育をやめた。同様に、メキシコではホッキョクグマの飼育は向かないと、北米の動物愛護団体が主張し、メキシコからカナダかアメリカの動物園に搬出するよう求めたこともある。動物保護運動は「環境帝国主義」(梅崎義人1999)とも呼ばれ、もともと他国の国内法は無視する傾向がある。

### アニミズム
これはロマンチストが語る感情論であるが、現代文明を批判する際に先住民の特異な価値観の都合の良い部分を“つまみ食い”することがあり、この手法で動物園を批判する場合がある。曰く「先住民は動物園を持たずとも動物を理解していた」、「先住民は動物や自然に畏敬の念を払っていた」など、自然を畏れ敬うこと(自然への畏敬)を、論理性も無く啓蒙する。古来における自然への畏敬は、自然から糧を得ることが前提である上、そもそも自然信仰は古代人を取り巻く状況によって生じた文化に過ぎず、過度な自然信仰は人間の生産活動を制限する方向に働き、動物への過剰な配慮は地球上の人類を養えなくし、人権の問題が発生する。この自然信仰は狩猟文化の智慧であり、人間が自然(動物)を普遍的に利用するために用いる価値観で、日本はこれに「不殺生戒」「輪廻転生」という仏教的な動物観も加味された文化である。
日本での“動物園への曲解”は『新明解国語辞典 第四版』であり、その「動物園」の定義は「生態を公衆に見せ、かたわら保護を加えるためと称し、捕えて来た多くの鳥獣・魚虫などに対し、狭い空間での生活を余儀無くし、飼い殺しにする、人間中心の施設」と文明批判(人間中心主義批判)を記したが、これは DeGrazia (2002) のいう野生下での動物の過酷な暮らしが視野に無く非現実主義的な解釈である。動物園側は謙虚に「自然を支配するのではなく、人が自然を畏れ敬う自然観に基づく動物園を発展させることが、課題であろう」としたが、必要とされているのは「動物本位の動物園」である。21世紀になると人間中心主義の批判が行われるが、そもそも生命倫理と環境倫理とで人間の価値(特に人間の弱者の価値)が大きく異なっている。動物解放論(動物権利論)の父ピーター・シンガーは動物の消費に反対するが、貧困者(弱者)の救済も説く。しかし弱者救済の根本は援助だけではなく経済成長にあり、それは自然破壊を伴いがちである。

### 人気動物
ホッキョクグマやゾウ、チンパンジーなど大型霊長類、イルカ・シャチなどの鯨類、大型猛獣、ジャイアントパンダなど人気動物にズーチェック運動が集中する傾向があり、そのため環境エンリッチメントも集中する傾向がある。
頭のよい動物
動物権利論の DeGrazia (2002) によると、チンパンジーとイルカは頭が良いので、ほかの動物よりも倫理的に特別扱いが必要だとしている。
パンダ外交
中国大陸のパンダ外交は歴史が古く、685年、唐の則天武后と日本の天武天皇の治世に2頭のジャイアントパンダが渡日した記録がある。中国からのパンダの貸与が、動物権利団体のズーチェック運動により批判されることがある。また、政治的な立場からも批判がある。一方、マーケティング会社によると、2010年の日本では女性に、また年齢が高いほど、パンダに関心があることがうかがえた。

## 論点
※ここでいう「動物園等」とは環境省（日本）が把握する展示飼養施設である。

### 閉鎖した動物園等
スタンレーパーク動物園 (Stanley Park Zoo)（加・バンクーバー：1993年）、定山渓熊牧場（2004年）、秋田八幡平クマ牧場（2012年）、小田原動物園（閉鎖予定）

### 論点となった動物・事故
クヌート (Knut)（しろくま：独・ベルリン）、ウメ子（ゾウ）、ピコ（ゾウ）、ルーシー (Lucy)（ゾウ：加）、キリン親子急死事故（ひまわり、リリカ）、リゴ (Rigo)（ゴリラ：豪・メルボルン）、チカちゃん（オランウータン）、パンくん（チンパンジー）、ゴメス・チェンバリン（チンパンジー）、ティリクム (Tilikum)（シャチ：米・フロリダ州オーランド）

## エンリッチメント大賞の動物園等

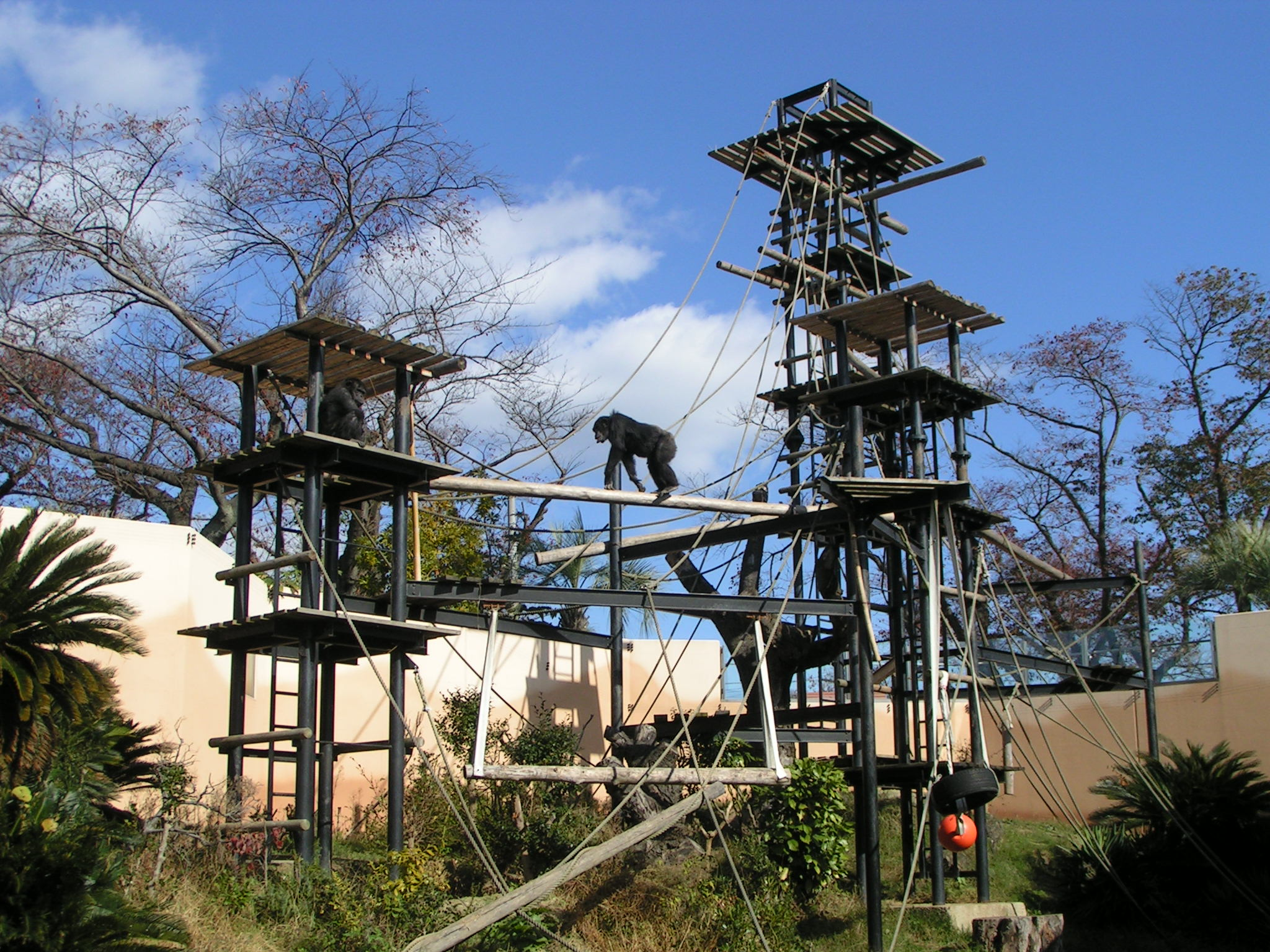
日立市かみね動物園のチンパンジー舎

- 2012年、日立市かみね動物園（飼育環境大賞・「チンパンジーの森」の植樹祭と群れづくり・来園者参加型の植樹祭、及び、人工飼育個体の群れ復帰で常識を覆すチンパンジー飼育の実績）[156][157][158]。埼玉県こども動物自然公園（シカとカモシカの谷・日本各地で起こるシカの“食害”問題を提示し「フィールドミュージアム」に近い手法で将来の動物園展示の一つのあり方を示唆したことを評価）[156][159][160]。秋吉台自然動物公園サファリランド（大空を飛ぶアフリカハゲコウ・時間をかけてトレーニングしたアフリカハゲコウをフリーフライトで飛翔させる常識を覆す展示）[156][161]。
- 2011年、愛媛県立とべ動物園（動物園人賞・ゾウの育児放棄を回避し、群れを形成する直接飼育[注釈 84]の取組み）[162][163]。埼玉県こども動物自然公園（施設賞・ペンギンヒルズ・波のあるプールと広い陸地を用意する設計に対して）[162]。葛西臨海水族園（特別賞・水流への取り組み・「ししおどし」などの活用で水流と給餌を調節し、サンゴ、魚、海藻へのエンリッチメントを実現）[162]。
- 2010年、東京動物園協会・市川市動植物園・東山動植物園・よこはま動物園ズーラシア（動物園のオランウータンの環境エンリッチメントの技術開発と野生動物保全活動への応用・消防ホースを用いた独創的なロープ技術（「水品巻き」など）がマレーシアでのオランウータン保全にもなった功績）[164]。下関市立しものせき水族館海響館（ペンギン村・国内の動物園水族館の飼育担当者が中心となって組織される「ペンギン会議」の協力を得て最新鋭のエンリッチメント施設を実現）[164]。

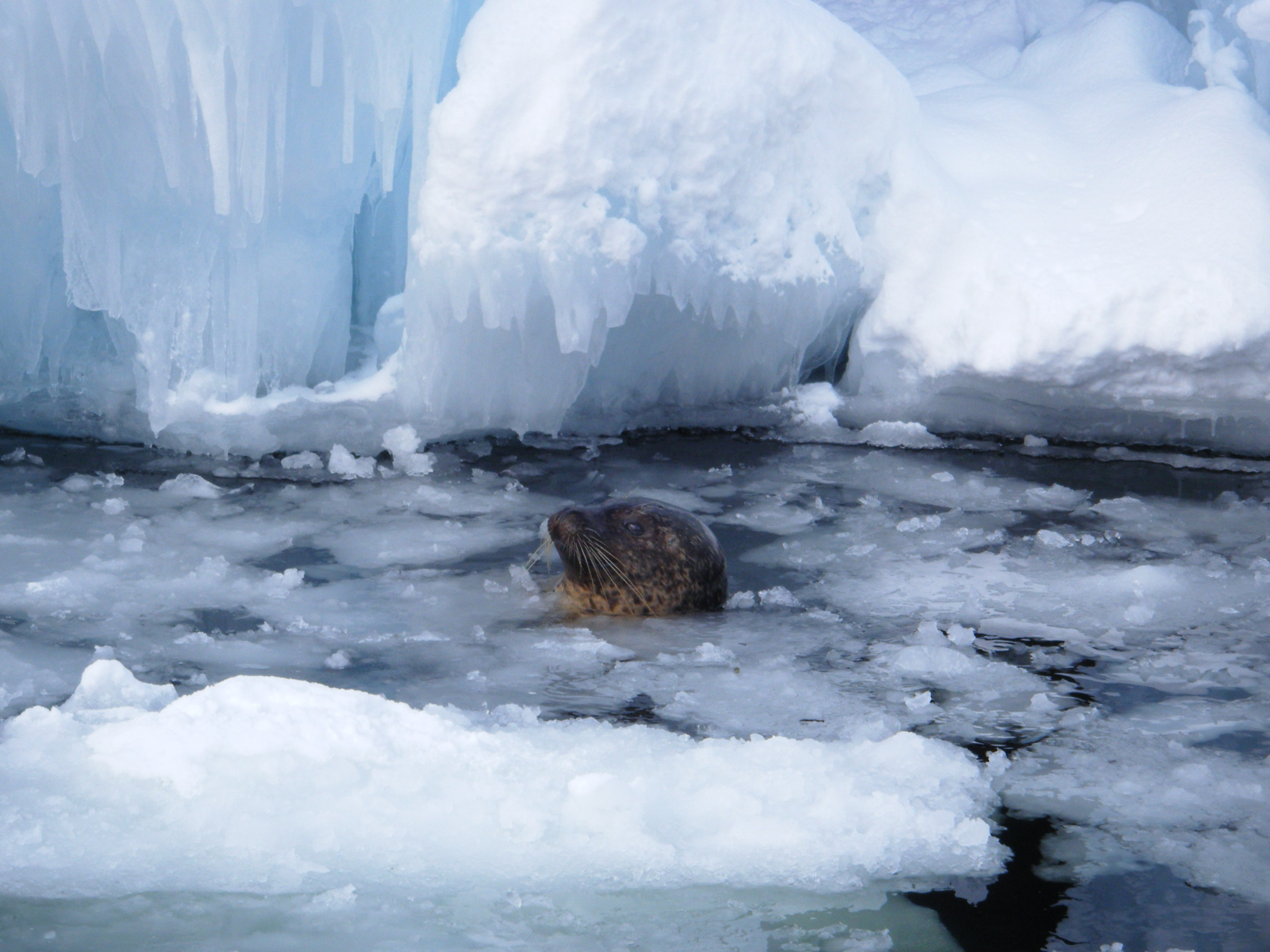
旭山動物園のゴマフアザラシ

- 2009年、旭川市旭山動物園（あざらし館のプール凍らせ作戦・循環型プールを凍らせることによりアザラシのQOL[注釈 85]の向上が得られた工夫）[165]。京都市動物園（チンパンジー舎・チンパンジーの「知性」「好奇心」「学習意欲」「社会性」を発揮できる学習室によるQOLの向上）[165]。長崎バイオパーク（水辺で暮らすカピバラのエンリッチメント・野生での生活形態に非常に近い環境と「露天風呂」によりQOLを向上させた施設）[165]。
- 2008年、埼玉県こども動物自然公園（動物園賞・ナマケモノ、コアラ、コアリクイなどの取り組み）[166]。東山動植物園（敢闘賞・ゾウが退屈しないための日替わりエンリッチメント）[166][56]。到津の森公園（いとうずのもりこうえん）（敢闘賞・エリマキキツネザルの行動の活発化及び S.P.I.D.E.R. Model の確立[注釈 86]など）[166]。
- 2007年、東京都恩賜上野動物園（最優秀賞・クマたちの丘[167]・冬ごもりの展示と展示舎の実現）[168]。札幌市円山動物園（動物園人賞・適切な飼育によるヨウスコウワニ、カンボジアモエギハコガメの繁殖の成功など）[168]。大宮公園小動物園（奨励賞・適切な飼育でブチハイエナ、アムールヤマネコの繁殖に成功）[168]。
- 2006年、京都市動物園（飼育担当者部門大賞・チームワークでエンリッチメントの実践）[169]。富山市ファミリーパーク（飼育施設部門大賞・穴掘りグマの展示・アナグマの行動範囲を檻の外に拡充）、札幌市円山動物園（来園者施設部門・サル山展望レストハウス・環境エンリッチメント教育のある展望レストハウス）[169]。埼玉県こども動物自然公園（来園者部門大賞・60thズーオリエンテーリング「どうぶつしあわせ大作戦」・オリエンテーリングで来園者にエンリッチメント教育）。名古屋港水族館（動物園コミュニティー賞・シャチのクー すこやかプラン大賞・一般人からエンリッチメントのアイディア募集）[169]。
- 2005年、多摩動物公園（飼育担当者部門大賞・ユキヒョウの繁殖に成功）[170]。多摩動物公園（飼育施設部門大賞・オランウータン舎（スカイウォーク、飛び地）・オランウータン舎の一つの標準を創造）[170]。千葉市動物公園（来園者施設部門大賞・観察シート・来園者に動物を観察させるための工夫）[170]。東京都恩賜上野動物園（特別賞・展示の工夫（カナダヤマアラシの木登り展示、ナマケモノの脱走展示[106]）・囲みから放ってのオープン展示）[170]。
- 2004年、旭川市旭山動物園（飼育担当者部門大賞・ニホンザルの採食のエンリッチメント）[171]。大阪市天王寺動物園（飼育施設部門大賞・アジアの熱帯雨林ゾーンのゾウ舎・飼育展示施設の完成度の高さ）[171]。愛媛県立とべ動物園（来園者施設部門大賞・つらい坂道を楽しくする「足跡」）[171]。東京動物園協会（来園者施設部門大賞・食堂の体験メニュー・飼育動物の食生活を来園者が学ぶ取り組み）[171]。旭川市旭山動物園（特別賞・あざらし館・動物園ブームを招いた施設として）[171]。旭川市旭山動物園（動物園コミュニティ賞・赤パネル、青パネル・個体の「死」をタブー視せず取り上げたことによって）[171]。
- 2003年、札幌市円山動物園（飼育担当者部門大賞・ゴリラのゴンの生活に変化を与え続ける工夫と情熱）[172]。葛西臨海水族園（飼育施設部門大賞・ペンギンの野外展示施設・野外行動展示施設がペンギンのエンリッチメントを向上させたことによる）[172]。釧路市動物園（来園者施設部門大賞・来園者への情報提供・手作りで的確に情報提示）[172]。東京動物園協会（動物園コミュニティ賞・メールマガジン「ズー・エクスプレス」・非常に質の高いメールマガジンのため）[172]。

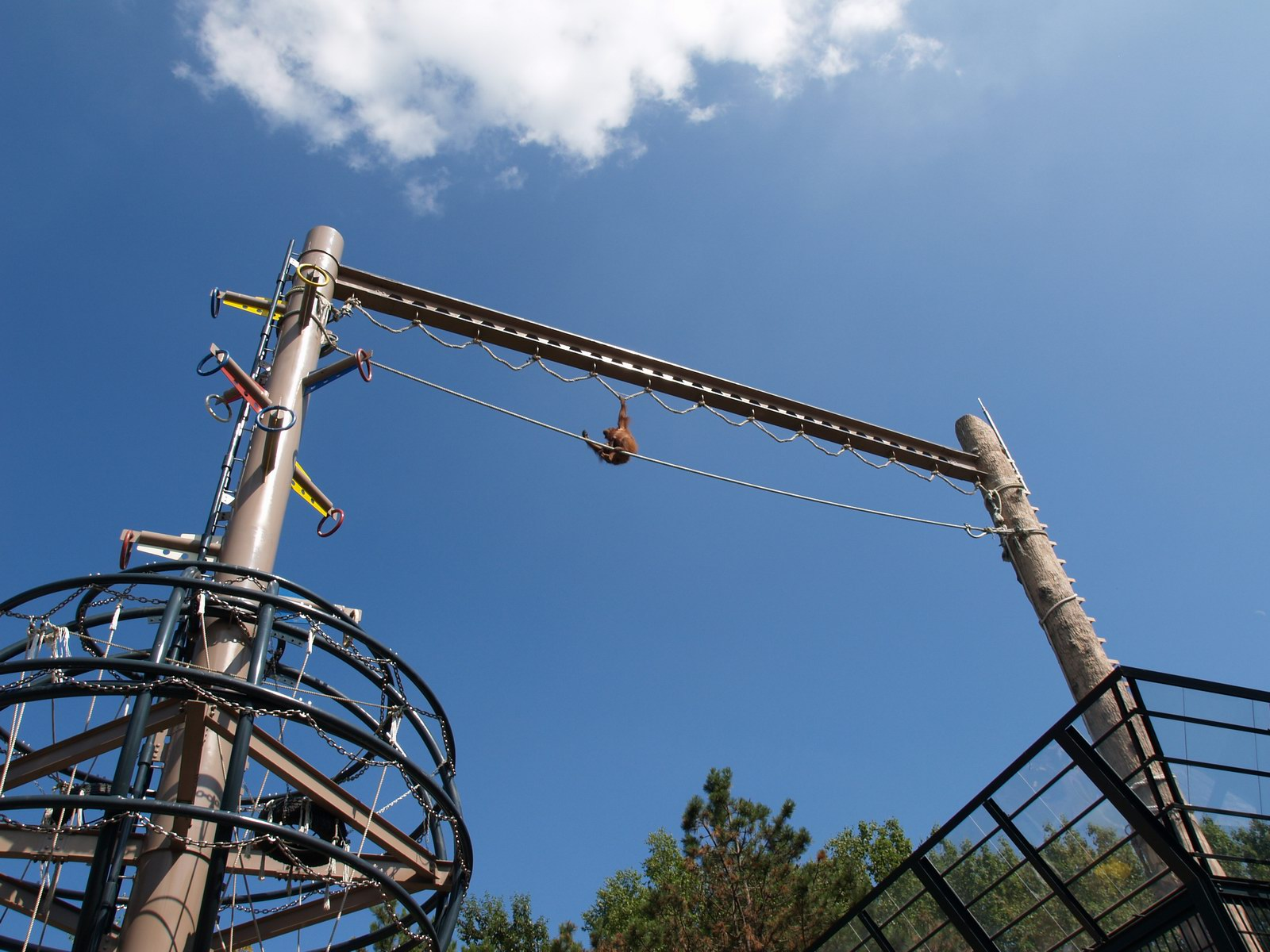
旭山動物園のオランウータン

- 2002年、長崎鼻パーキングガーデン（飼育担当者部門大賞・飼育動物にあった定期的な植栽の工夫と情熱）[173]。旭川市旭山動物園（飼育施設部門大賞・オランウータン舎の17mタワー・樹上生活者であるオランウータンの能力を引き出す展示）[173]。東京都恩賜上野動物園（来園者施設部門大賞・モリー画伯の個展・50歳のオランウータンのモリーのクレヨン画を独創的に展示）[173]。旭川市旭山動物園（市民ZOOネットワーク最優秀動物園賞・園全体で幅広くエンリッチメントに取り組んでいるため）[174]。オホーツクとっかりセンター（市民ZOOネットワーク最優秀飼育員賞・アザラシ救護活動の基礎を築き、「研究」「保護」「教育」の整備に力を注いだ功績）[174]。京都大学霊長類研究所（市民ZOOネットワーク特別賞・チンパンジー野外放飼場・日本における環境エンリッチメントの発祥地であり日本に影響を与えた功績）[173][174]。

※掲載順は主催者発表による。※人名は非掲載とした。